# Lista de asteroides (187001-188000)
Esta é uma lista parcial de asteroides, do asteroide número 187001 até o 188000, inclusive. Veja também o índice com todas as listas disponíveis.

| Objeto Próximos à Terra | Cinturão de asteroides (interno) | Cinturão de asteroides (externo) | Centauro       |
| Cruzador de Marte       | Cinturão de asteroides (meio)    | Troianos de Júpiter              | Transnetuniano |

Veja mais dados de cada asteroide na ligação externa para o Minor Planet Center na última coluna.
Índice: 187001... 187101... 187201... 187301... 187401... 187501... 187601... 187701... 187801... 187901... 

## 187001–187100
| Designação | Designação | Descoberta  | Descoberta    | Descobridor(es)     | Categoria | Mais informações / Referência |
| Permanente | Provisória | Data        | Local         | Descobridor(es)     | Categoria | Mais informações / Referência |
| ---------- | ---------- | ----------- | ------------- | ------------------- | --------- | ----------------------------- |
| 187001     | 2004 TB107 | 7 out 2004  | Socorro       | LINEAR              | —         | MPC                           |
| 187002     | 2004 TO110 | 7 out 2004  | Socorro       | LINEAR              | —         | MPC                           |
| 187003     | 2004 TY120 | 6 out 2004  | Palomar       | NEAT                | Juno      | MPC                           |
| 187004     | 2004 TV121 | 7 out 2004  | Anderson Mesa | LONEOS              | —         | MPC                           |
| 187005     | 2004 TC127 | 7 out 2004  | Socorro       | LINEAR              | —         | MPC                           |
| 187006     | 2004 TK127 | 7 out 2004  | Socorro       | LINEAR              | —         | MPC                           |
| 187007     | 2004 TG128 | 7 out 2004  | Socorro       | LINEAR              | —         | MPC                           |
| 187008     | 2004 TM129 | 7 out 2004  | Socorro       | LINEAR              | —         | MPC                           |
| 187009     | 2004 TG137 | 8 out 2004  | Anderson Mesa | LONEOS              | —         | MPC                           |
| 187010     | 2004 TB170 | 7 out 2004  | Socorro       | LINEAR              | Ursula    | MPC                           |
| 187011     | 2004 TT224 | 8 out 2004  | Kitt Peak     | Spacewatch          | Pallas    | MPC                           |
| 187012     | 2004 TW232 | 8 out 2004  | Kitt Peak     | Spacewatch          | Juno      | MPC                           |
| 187013     | 2004 TO282 | 7 out 2004  | Socorro       | LINEAR              | —         | MPC                           |
| 187014     | 2004 TA297 | 10 out 2004 | Kitt Peak     | Spacewatch          | Ursula    | MPC                           |
| 187015     | 2004 UM2   | 18 out 2004 | Socorro       | LINEAR              | Brangane  | MPC                           |
| 187016     | 2004 UT2   | 18 out 2004 | Socorro       | LINEAR              | —         | MPC                           |
| 187017     | 2004 VO7   | 3 nov 2004  | Kitt Peak     | Spacewatch          | Juno      | MPC                           |
| 187018     | 2004 YC25  | 18 dez 2004 | Mount Lemmon  | Mount Lemmon Survey | —         | MPC                           |
| 187019     | 2004 YU36  | 20 dez 2004 | Mount Lemmon  | Mount Lemmon Survey | —         | MPC                           |
| 187020     | 2005 AZ63  | 13 jan 2005 | Kitt Peak     | Spacewatch          | —         | MPC                           |
| 187021     | 2005 AU66  | 13 jan 2005 | Kitt Peak     | Spacewatch          | —         | MPC                           |
| 187022     | 2005 BJ1   | 16 jan 2005 | Socorro       | LINEAR              | Juno      | MPC                           |
| 187023     | 2005 BQ2   | 16 jan 2005 | Socorro       | LINEAR              | —         | MPC                           |
| 187024     | 2005 BN13  | 17 jan 2005 | Kitt Peak     | Spacewatch          | —         | MPC                           |
| 187025     | 2005 DB2   | 28 fev 2005 | Socorro       | LINEAR              | Juno      | MPC                           |
| 187026     | 2005 EK70  | 8 mar 2005  | Socorro       | LINEAR              | —         | MPC                           |
| 187027     | 2005 EZ119 | 8 mar 2005  | Anderson Mesa | LONEOS              | —         | MPC                           |
| 187028     | 2005 EY150 | 10 mar 2005 | Kitt Peak     | Spacewatch          | —         | MPC                           |
| 187029     | 2005 EH161 | 9 mar 2005  | Mount Lemmon  | Mount Lemmon Survey | —         | MPC                           |
| 187030     | 2005 EZ265 | 13 mar 2005 | Catalina      | CSS                 | —         | MPC                           |
| 187031     | 2005 EY317 | 13 mar 2005 | Catalina      | CSS                 | —         | MPC                           |
| 187032     | 2005 GF32  | 4 abr 2005  | Catalina      | CSS                 | —         | MPC                           |
| 187033     | 2005 GH64  | 2 abr 2005  | Anderson Mesa | LONEOS              | Juno      | MPC                           |
| 187034     | 2005 GG74  | 5 abr 2005  | Catalina      | CSS                 | —         | MPC                           |
| 187035     | 2005 JT15  | 3 mai 2005  | Kitt Peak     | Spacewatch          | —         | MPC                           |
| 187036     | 2005 JS28  | 3 mai 2005  | Kitt Peak     | Spacewatch          | —         | MPC                           |
| 187037     | 2005 JJ74  | 8 mai 2005  | Socorro       | LINEAR              | —         | MPC                           |
| 187038     | 2005 JF97  | 8 mai 2005  | Kitt Peak     | Spacewatch          | —         | MPC                           |
| 187039     | 2005 JL105 | 11 mai 2005 | Mount Lemmon  | Mount Lemmon Survey | —         | MPC                           |
| 187040     | 2005 JS108 | 14 mai 2005 | Socorro       | LINEAR              | —         | MPC                           |
| 187041     | 2005 JS127 | 12 mai 2005 | Socorro       | LINEAR              | —         | MPC                           |
| 187042     | 2005 KZ2   | 16 mai 2005 | Palomar       | NEAT                | —         | MPC                           |
| 187043     | 2005 KE12  | 20 mai 2005 | Palomar       | NEAT                | —         | MPC                           |
| 187044     | 2005 LF15  | 8 jun 2005  | Socorro       | LINEAR              | —         | MPC                           |
| 187045     | 2005 LO21  | 6 jun 2005  | Kitt Peak     | Spacewatch          | —         | MPC                           |
| 187046     | 2005 LT23  | 11 jun 2005 | Kitt Peak     | Spacewatch          | —         | MPC                           |
| 187047     | 2005 LZ29  | 11 jun 2005 | Kitt Peak     | Spacewatch          | —         | MPC                           |
| 187048     | 2005 LV38  | 11 jun 2005 | Kitt Peak     | Spacewatch          | —         | MPC                           |
| 187049     | 2005 LK41  | 12 jun 2005 | Kitt Peak     | Spacewatch          | —         | MPC                           |
| 187050     | 2005 LQ48  | 15 jun 2005 | Mount Lemmon  | Mount Lemmon Survey | —         | MPC                           |
| 187051     | 2005 LY51  | 15 jun 2005 | Mount Lemmon  | Mount Lemmon Survey | —         | MPC                           |
| 187052     | 2005 MY    | 17 jun 2005 | Mount Lemmon  | Mount Lemmon Survey | —         | MPC                           |
| 187053     | 2005 MX4   | 18 jun 2005 | Mount Lemmon  | Mount Lemmon Survey | —         | MPC                           |
| 187054     | 2005 MP6   | 26 jun 2005 | Palomar       | NEAT                | —         | MPC                           |
| 187055     | 2005 MR8   | 28 jun 2005 | Kitt Peak     | Spacewatch          | —         | MPC                           |
| 187056     | 2005 MG10  | 27 jun 2005 | Kitt Peak     | Spacewatch          | —         | MPC                           |
| 187057     | 2005 MV11  | 27 jun 2005 | Kitt Peak     | Spacewatch          | —         | MPC                           |
| 187058     | 2005 MB17  | 27 jun 2005 | Kitt Peak     | Spacewatch          | —         | MPC                           |
| 187059     | 2005 ML18  | 28 jun 2005 | Palomar       | NEAT                | —         | MPC                           |
| 187060     | 2005 MX26  | 29 jun 2005 | Kitt Peak     | Spacewatch          | —         | MPC                           |
| 187061     | 2005 MJ27  | 29 jun 2005 | Kitt Peak     | Spacewatch          | —         | MPC                           |
| 187062     | 2005 MR31  | 28 jun 2005 | Palomar       | NEAT                | —         | MPC                           |
| 187063     | 2005 MT31  | 28 jun 2005 | Kitt Peak     | Spacewatch          | —         | MPC                           |
| 187064     | 2005 MN37  | 30 jun 2005 | Kitt Peak     | Spacewatch          | Mitidika  | MPC                           |
| 187065     | 2005 MU40  | 30 jun 2005 | Kitt Peak     | Spacewatch          | —         | MPC                           |
| 187066     | 2005 MH41  | 30 jun 2005 | Kitt Peak     | Spacewatch          | —         | MPC                           |
| 187067     | 2005 MX41  | 30 jun 2005 | Kitt Peak     | Spacewatch          | —         | MPC                           |
| 187068     | 2005 MM42  | 29 jun 2005 | Kitt Peak     | Spacewatch          | —         | MPC                           |
| 187069     | 2005 MG50  | 30 jun 2005 | Anderson Mesa | LONEOS              | —         | MPC                           |
| 187070     | 2005 MG52  | 30 jun 2005 | Anderson Mesa | LONEOS              | —         | MPC                           |
| 187071     | 2005 MK53  | 28 jun 2005 | Palomar       | NEAT                | —         | MPC                           |
| 187072     | 2005 NM9   | 1 jul 2005  | Kitt Peak     | Spacewatch          | —         | MPC                           |
| 187073     | 2005 NS23  | 4 jul 2005  | Kitt Peak     | Spacewatch          | —         | MPC                           |
| 187074     | 2005 NH28  | 5 jul 2005  | Palomar       | NEAT                | —         | MPC                           |
| 187075     | 2005 NA31  | 4 jul 2005  | Mount Lemmon  | Mount Lemmon Survey | —         | MPC                           |
| 187076     | 2005 NH42  | 5 jul 2005  | Kitt Peak     | Spacewatch          | —         | MPC                           |
| 187077     | 2005 NR48  | 8 jul 2005  | Kitt Peak     | Spacewatch          | —         | MPC                           |
| 187078     | 2005 NA54  | 10 jul 2005 | Kitt Peak     | Spacewatch          | —         | MPC                           |
| 187079     | 2005 NR54  | 10 jul 2005 | Kitt Peak     | Spacewatch          | —         | MPC                           |
| 187080     | 2005 NO60  | 9 jul 2005  | Catalina      | CSS                 | —         | MPC                           |
| 187081     | 2005 NX65  | 1 jul 2005  | Kitt Peak     | Spacewatch          | —         | MPC                           |
| 187082     | 2005 NR68  | 3 jul 2005  | Palomar       | NEAT                | —         | MPC                           |
| 187083     | 2005 NZ82  | 14 jul 2005 | Reedy Creek   | J. Broughton        | —         | MPC                           |
| 187084     | 2005 NK85  | 3 jul 2005  | Mount Lemmon  | Mount Lemmon Survey | Mitidika  | MPC                           |
| 187085     | 2005 ND122 | 12 jul 2005 | Kitt Peak     | Spacewatch          | —         | MPC                           |
| 187086     | 2005 OP1   | 26 jul 2005 | Palomar       | NEAT                | —         | MPC                           |
| 187087     | 2005 OA14  | 30 jul 2005 | Palomar       | NEAT                | —         | MPC                           |
| 187088     | 2005 OF14  | 30 jul 2005 | Siding Spring | SSS                 | —         | MPC                           |
| 187089     | 2005 PE5   | 7 ago 2005  | Reedy Creek   | J. Broughton        | —         | MPC                           |
| 187090     | 2005 PK9   | 4 ago 2005  | Palomar       | NEAT                | —         | MPC                           |
| 187091     | 2005 PC20  | 6 ago 2005  | Palomar       | NEAT                | —         | MPC                           |
| 187092     | 2005 QJ2   | 24 ago 2005 | Palomar       | NEAT                | —         | MPC                           |
| 187093     | 2005 QA3   | 24 ago 2005 | Palomar       | NEAT                | —         | MPC                           |
| 187094     | 2005 QS3   | 24 ago 2005 | Palomar       | NEAT                | —         | MPC                           |
| 187095     | 2005 QL5   | 22 ago 2005 | Palomar       | NEAT                | —         | MPC                           |
| 187096     | 2005 QZ12  | 24 ago 2005 | Palomar       | NEAT                | —         | MPC                           |
| 187097     | 2005 QV15  | 25 ago 2005 | Palomar       | NEAT                | —         | MPC                           |
| 187098     | 2005 QS20  | 26 ago 2005 | Anderson Mesa | LONEOS              | —         | MPC                           |
| 187099     | 2005 QD21  | 26 ago 2005 | Anderson Mesa | LONEOS              | —         | MPC                           |
| 187100     | 2005 QS24  | 27 ago 2005 | Kitt Peak     | Spacewatch          | Mitidika  | MPC                           |

## 187101–187200
| Designação        | Designação | Descoberta  | Descoberta       | Descobridor(es)       | Categoria | Mais informações / Referência |
| Permanente        | Provisória | Data        | Local            | Descobridor(es)       | Categoria | Mais informações / Referência |
| ----------------- | ---------- | ----------- | ---------------- | --------------------- | --------- | ----------------------------- |
| 187101            | 2005 QW25  | 27 ago 2005 | Kitt Peak        | Spacewatch            | —         | MPC                           |
| 187102            | 2005 QC30  | 29 ago 2005 | Anderson Mesa    | LONEOS                | —         | MPC                           |
| 187103            | 2005 QX32  | 25 ago 2005 | Palomar          | NEAT                  | —         | MPC                           |
| 187104            | 2005 QU37  | 25 ago 2005 | Palomar          | NEAT                  | —         | MPC                           |
| 187105            | 2005 QZ37  | 25 ago 2005 | Palomar          | NEAT                  | —         | MPC                           |
| 187106            | 2005 QW42  | 26 ago 2005 | Anderson Mesa    | LONEOS                | —         | MPC                           |
| 187107            | 2005 QV44  | 26 ago 2005 | Palomar          | NEAT                  | Mitidika  | MPC                           |
| 187108            | 2005 QT48  | 26 ago 2005 | Palomar          | NEAT                  | —         | MPC                           |
| 187109            | 2005 QP49  | 26 ago 2005 | Palomar          | NEAT                  | —         | MPC                           |
| 187110            | 2005 QC55  | 28 ago 2005 | Anderson Mesa    | LONEOS                | Mitidika  | MPC                           |
| 187111            | 2005 QG56  | 28 ago 2005 | Kitt Peak        | Spacewatch            | —         | MPC                           |
| 187112            | 2005 QN60  | 26 ago 2005 | Anderson Mesa    | LONEOS                | —         | MPC                           |
| 187113            | 2005 QN62  | 26 ago 2005 | Palomar          | NEAT                  | —         | MPC                           |
| 187114            | 2005 QK69  | 28 ago 2005 | Siding Spring    | SSS                   | —         | MPC                           |
| 187115            | 2005 QU69  | 29 ago 2005 | Kitt Peak        | Spacewatch            | —         | MPC                           |
| 187116            | 2005 QC71  | 29 ago 2005 | Kitt Peak        | Spacewatch            | —         | MPC                           |
| 187117            | 2005 QG73  | 29 ago 2005 | Anderson Mesa    | LONEOS                | —         | MPC                           |
| 187118            | 2005 QE78  | 25 ago 2005 | Palomar          | NEAT                  | —         | MPC                           |
| 187119            | 2005 QD79  | 26 ago 2005 | Campo Imperatore | CINEOS                | —         | MPC                           |
| 187120            | 2005 QO82  | 29 ago 2005 | Anderson Mesa    | LONEOS                | —         | MPC                           |
| 187121            | 2005 QQ82  | 29 ago 2005 | Socorro          | LINEAR                | —         | MPC                           |
| 187122            | 2005 QP83  | 29 ago 2005 | Anderson Mesa    | LONEOS                | —         | MPC                           |
| 187123 Schorderet | 2005 QO84  | 30 ago 2005 | Vicques          | M. Ory                | —         | MPC                           |
| 187124            | 2005 QX84  | 30 ago 2005 | Socorro          | LINEAR                | —         | MPC                           |
| 187125 Marxgyörgy | 2005 QD87  | 31 ago 2005 | Piszkéstető      | K. Sárneczky, Z. Kuli | —         | MPC                           |
| 187126            | 2005 QN91  | 25 ago 2005 | Campo Imperatore | CINEOS                | —         | MPC                           |
| 187127            | 2005 QG96  | 27 ago 2005 | Palomar          | NEAT                  | —         | MPC                           |
| 187128            | 2005 QW99  | 27 ago 2005 | Palomar          | NEAT                  | —         | MPC                           |
| 187129            | 2005 QY104 | 27 ago 2005 | Palomar          | NEAT                  | —         | MPC                           |
| 187130            | 2005 QV110 | 27 ago 2005 | Palomar          | NEAT                  | —         | MPC                           |
| 187131            | 2005 QF114 | 27 ago 2005 | Palomar          | NEAT                  | —         | MPC                           |
| 187132            | 2005 QM115 | 27 ago 2005 | Palomar          | NEAT                  | —         | MPC                           |
| 187133            | 2005 QO115 | 27 ago 2005 | Palomar          | NEAT                  | —         | MPC                           |
| 187134            | 2005 QG127 | 28 ago 2005 | Kitt Peak        | Spacewatch            | —         | MPC                           |
| 187135            | 2005 QX133 | 28 ago 2005 | Kitt Peak        | Spacewatch            | —         | MPC                           |
| 187136            | 2005 QQ134 | 28 ago 2005 | Kitt Peak        | Spacewatch            | —         | MPC                           |
| 187137            | 2005 QU137 | 28 ago 2005 | Kitt Peak        | Spacewatch            | —         | MPC                           |
| 187138            | 2005 QW137 | 28 ago 2005 | Kitt Peak        | Spacewatch            | —         | MPC                           |
| 187139            | 2005 QX140 | 29 ago 2005 | Socorro          | LINEAR                | —         | MPC                           |
| 187140            | 2005 QV145 | 27 ago 2005 | Palomar          | NEAT                  | —         | MPC                           |
| 187141            | 2005 QG146 | 28 ago 2005 | Anderson Mesa    | LONEOS                | —         | MPC                           |
| 187142            | 2005 QN148 | 30 ago 2005 | Anderson Mesa    | LONEOS                | —         | MPC                           |
| 187143            | 2005 QV161 | 28 ago 2005 | Siding Spring    | SSS                   | —         | MPC                           |
| 187144            | 2005 QM162 | 30 ago 2005 | Palomar          | NEAT                  | —         | MPC                           |
| 187145            | 2005 QG165 | 31 ago 2005 | Palomar          | NEAT                  | —         | MPC                           |
| 187146            | 2005 QB166 | 31 ago 2005 | Palomar          | NEAT                  | —         | MPC                           |
| 187147            | 2005 QK169 | 29 ago 2005 | Palomar          | NEAT                  | —         | MPC                           |
| 187148            | 2005 QZ171 | 29 ago 2005 | Palomar          | NEAT                  | —         | MPC                           |
| 187149            | 2005 QF175 | 31 ago 2005 | Kitt Peak        | Spacewatch            | —         | MPC                           |
| 187150            | 2005 QP175 | 31 ago 2005 | Palomar          | NEAT                  | —         | MPC                           |
| 187151            | 2005 QN178 | 27 ago 2005 | Palomar          | NEAT                  | —         | MPC                           |
| 187152            | 2005 QT178 | 29 ago 2005 | Kitt Peak        | Spacewatch            | —         | MPC                           |
| 187153            | 2005 QS182 | 31 ago 2005 | Kitt Peak        | Spacewatch            | —         | MPC                           |
| 187154            | 2005 QV182 | 25 ago 2005 | Palomar          | NEAT                  | —         | MPC                           |
| 187155            | 2005 RH3   | 5 set 2005  | Catalina         | CSS                   | —         | MPC                           |
| 187156            | 2005 RX5   | 6 set 2005  | Anderson Mesa    | LONEOS                | —         | MPC                           |
| 187157            | 2005 RT9   | 9 set 2005  | Socorro          | LINEAR                | —         | MPC                           |
| 187158            | 2005 RE10  | 8 set 2005  | Uccle            | T. Pauwels            | —         | MPC                           |
| 187159            | 2005 RG10  | 8 set 2005  | Socorro          | LINEAR                | —         | MPC                           |
| 187160            | 2005 RG22  | 8 set 2005  | Socorro          | LINEAR                | Chloris   | MPC                           |
| 187161            | 2005 RS22  | 11 set 2005 | Jarnac           | Jarnac Obs.           | —         | MPC                           |
| 187162            | 2005 RE29  | 12 set 2005 | Haleakalā        | NEAT                  | —         | MPC                           |
| 187163            | 2005 RY33  | 13 set 2005 | Anderson Mesa    | LONEOS                | —         | MPC                           |
| 187164            | 2005 RF42  | 14 set 2005 | Kitt Peak        | Spacewatch            | —         | MPC                           |
| 187165            | 2005 RB44  | 14 set 2005 | Kitt Peak        | Spacewatch            | —         | MPC                           |
| 187166            | 2005 RD46  | 14 set 2005 | Apache Point     | A. C. Becker          | —         | MPC                           |
| 187167            | 2005 SJ5   | 23 set 2005 | Catalina         | CSS                   | Eos       | MPC                           |
| 187168            | 2005 SR8   | 25 set 2005 | Kitt Peak        | Spacewatch            | —         | MPC                           |
| 187169            | 2005 SB13  | 24 set 2005 | Kitt Peak        | Spacewatch            | —         | MPC                           |
| 187170            | 2005 SH13  | 24 set 2005 | Kitt Peak        | Spacewatch            | Mitidika  | MPC                           |
| 187171            | 2005 SN13  | 24 set 2005 | Kitt Peak        | Spacewatch            | —         | MPC                           |
| 187172            | 2005 SM18  | 26 set 2005 | Kitt Peak        | Spacewatch            | —         | MPC                           |
| 187173            | 2005 SR26  | 23 set 2005 | Kitt Peak        | Spacewatch            | —         | MPC                           |
| 187174            | 2005 SF30  | 23 set 2005 | Kitt Peak        | Spacewatch            | —         | MPC                           |
| 187175            | 2005 SN35  | 23 set 2005 | Kitt Peak        | Spacewatch            | —         | MPC                           |
| 187176            | 2005 SP36  | 24 set 2005 | Kitt Peak        | Spacewatch            | Mitidika  | MPC                           |
| 187177            | 2005 SZ37  | 24 set 2005 | Kitt Peak        | Spacewatch            | —         | MPC                           |
| 187178            | 2005 SH39  | 24 set 2005 | Kitt Peak        | Spacewatch            | —         | MPC                           |
| 187179            | 2005 SV44  | 24 set 2005 | Kitt Peak        | Spacewatch            | —         | MPC                           |
| 187180            | 2005 SY49  | 24 set 2005 | Kitt Peak        | Spacewatch            | Brangane  | MPC                           |
| 187181            | 2005 SD51  | 24 set 2005 | Kitt Peak        | Spacewatch            | Ursula    | MPC                           |
| 187182            | 2005 SJ51  | 24 set 2005 | Kitt Peak        | Spacewatch            | —         | MPC                           |
| 187183            | 2005 SH60  | 26 set 2005 | Kitt Peak        | Spacewatch            | —         | MPC                           |
| 187184            | 2005 SO60  | 26 set 2005 | Palomar          | NEAT                  | —         | MPC                           |
| 187185            | 2005 ST61  | 26 set 2005 | Kitt Peak        | Spacewatch            | —         | MPC                           |
| 187186            | 2005 SK62  | 26 set 2005 | Kitt Peak        | Spacewatch            | —         | MPC                           |
| 187187            | 2005 SY65  | 26 set 2005 | Catalina         | CSS                   | —         | MPC                           |
| 187188            | 2005 SR66  | 27 set 2005 | Kitt Peak        | Spacewatch            | —         | MPC                           |
| 187189            | 2005 SB67  | 27 set 2005 | Kitt Peak        | Spacewatch            | —         | MPC                           |
| 187190            | 2005 SS68  | 27 set 2005 | Kitt Peak        | Spacewatch            | —         | MPC                           |
| 187191            | 2005 SU68  | 27 set 2005 | Kitt Peak        | Spacewatch            | —         | MPC                           |
| 187192            | 2005 SE70  | 27 set 2005 | Palomar          | NEAT                  | —         | MPC                           |
| 187193            | 2005 SF72  | 23 set 2005 | Catalina         | CSS                   | —         | MPC                           |
| 187194            | 2005 SW74  | 24 set 2005 | Kitt Peak        | Spacewatch            | —         | MPC                           |
| 187195            | 2005 SQ76  | 24 set 2005 | Kitt Peak        | Spacewatch            | —         | MPC                           |
| 187196            | 2005 SG78  | 24 set 2005 | Kitt Peak        | Spacewatch            | —         | MPC                           |
| 187197            | 2005 SF79  | 24 set 2005 | Kitt Peak        | Spacewatch            | —         | MPC                           |
| 187198            | 2005 SA80  | 24 set 2005 | Kitt Peak        | Spacewatch            | —         | MPC                           |
| 187199            | 2005 SM81  | 24 set 2005 | Kitt Peak        | Spacewatch            | —         | MPC                           |
| 187200            | 2005 SX81  | 24 set 2005 | Kitt Peak        | Spacewatch            | —         | MPC                           |

## 187201–187300
| Designação         | Designação | Descoberta  | Descoberta    | Descobridor(es)           | Categoria | Mais informações / Referência |
| Permanente         | Provisória | Data        | Local         | Descobridor(es)           | Categoria | Mais informações / Referência |
| ------------------ | ---------- | ----------- | ------------- | ------------------------- | --------- | ----------------------------- |
| 187201             | 2005 SG83  | 24 set 2005 | Kitt Peak     | Spacewatch                | —         | MPC                           |
| 187202             | 2005 SW84  | 24 set 2005 | Kitt Peak     | Spacewatch                | —         | MPC                           |
| 187203             | 2005 SB85  | 24 set 2005 | Kitt Peak     | Spacewatch                | —         | MPC                           |
| 187204             | 2005 SL89  | 24 set 2005 | Kitt Peak     | Spacewatch                | —         | MPC                           |
| 187205             | 2005 ST92  | 24 set 2005 | Kitt Peak     | Spacewatch                | —         | MPC                           |
| 187206             | 2005 SG95  | 25 set 2005 | Kitt Peak     | Spacewatch                | —         | MPC                           |
| 187207             | 2005 SR95  | 25 set 2005 | Kitt Peak     | Spacewatch                | —         | MPC                           |
| 187208             | 2005 SD96  | 25 set 2005 | Kitt Peak     | Spacewatch                | —         | MPC                           |
| 187209             | 2005 SH104 | 25 set 2005 | Kitt Peak     | Spacewatch                | —         | MPC                           |
| 187210             | 2005 SO105 | 25 set 2005 | Kitt Peak     | Spacewatch                | —         | MPC                           |
| 187211             | 2005 SS105 | 25 set 2005 | Palomar       | NEAT                      | —         | MPC                           |
| 187212             | 2005 SY105 | 25 set 2005 | Kitt Peak     | Spacewatch                | —         | MPC                           |
| 187213             | 2005 SL110 | 26 set 2005 | Kitt Peak     | Spacewatch                | —         | MPC                           |
| 187214             | 2005 SD111 | 26 set 2005 | Kitt Peak     | Spacewatch                | Ursula    | MPC                           |
| 187215             | 2005 SL111 | 26 set 2005 | Palomar       | NEAT                      | —         | MPC                           |
| 187216             | 2005 SV111 | 26 set 2005 | Kitt Peak     | Spacewatch                | —         | MPC                           |
| 187217             | 2005 SU118 | 28 set 2005 | Palomar       | NEAT                      | —         | MPC                           |
| 187218             | 2005 SY119 | 29 set 2005 | Kitt Peak     | Spacewatch                | —         | MPC                           |
| 187219             | 2005 SM125 | 29 set 2005 | Mount Lemmon  | Mount Lemmon Survey       | —         | MPC                           |
| 187220             | 2005 SX129 | 29 set 2005 | Anderson Mesa | LONEOS                    | —         | MPC                           |
| 187221             | 2005 SP133 | 29 set 2005 | Kitt Peak     | Spacewatch                | —         | MPC                           |
| 187222             | 2005 SZ135 | 24 set 2005 | Kitt Peak     | Spacewatch                | —         | MPC                           |
| 187223             | 2005 SX139 | 25 set 2005 | Kitt Peak     | Spacewatch                | —         | MPC                           |
| 187224             | 2005 SS140 | 25 set 2005 | Kitt Peak     | Spacewatch                | —         | MPC                           |
| 187225             | 2005 SG141 | 25 set 2005 | Kitt Peak     | Spacewatch                | —         | MPC                           |
| 187226             | 2005 SH141 | 25 set 2005 | Kitt Peak     | Spacewatch                | —         | MPC                           |
| 187227             | 2005 SJ143 | 25 set 2005 | Kitt Peak     | Spacewatch                | —         | MPC                           |
| 187228             | 2005 SC144 | 25 set 2005 | Kitt Peak     | Spacewatch                | —         | MPC                           |
| 187229             | 2005 SB145 | 25 set 2005 | Kitt Peak     | Spacewatch                | —         | MPC                           |
| 187230             | 2005 SQ152 | 25 set 2005 | Palomar       | NEAT                      | —         | MPC                           |
| 187231             | 2005 SR152 | 25 set 2005 | Palomar       | NEAT                      | —         | MPC                           |
| 187232             | 2005 SN153 | 26 set 2005 | Catalina      | CSS                       | —         | MPC                           |
| 187233             | 2005 SC154 | 26 set 2005 | Kitt Peak     | Spacewatch                | —         | MPC                           |
| 187234             | 2005 SW154 | 26 set 2005 | Kitt Peak     | Spacewatch                | —         | MPC                           |
| 187235             | 2005 SE157 | 26 set 2005 | Kitt Peak     | Spacewatch                | —         | MPC                           |
| 187236             | 2005 SD160 | 27 set 2005 | Kitt Peak     | Spacewatch                | —         | MPC                           |
| 187237             | 2005 SJ160 | 27 set 2005 | Kitt Peak     | Spacewatch                | —         | MPC                           |
| 187238             | 2005 SH167 | 28 set 2005 | Palomar       | NEAT                      | —         | MPC                           |
| 187239             | 2005 SR169 | 29 set 2005 | Kitt Peak     | Spacewatch                | —         | MPC                           |
| 187240             | 2005 SK180 | 29 set 2005 | Mount Lemmon  | Mount Lemmon Survey       | —         | MPC                           |
| 187241             | 2005 SO180 | 29 set 2005 | Mount Lemmon  | Mount Lemmon Survey       | Mitidika  | MPC                           |
| 187242             | 2005 SR180 | 29 set 2005 | Mount Lemmon  | Mount Lemmon Survey       | —         | MPC                           |
| 187243             | 2005 SA184 | 29 set 2005 | Kitt Peak     | Spacewatch                | —         | MPC                           |
| 187244             | 2005 SO190 | 29 set 2005 | Anderson Mesa | LONEOS                    | —         | MPC                           |
| 187245             | 2005 SV190 | 29 set 2005 | Anderson Mesa | LONEOS                    | —         | MPC                           |
| 187246             | 2005 SU192 | 29 set 2005 | Catalina      | CSS                       | —         | MPC                           |
| 187247             | 2005 SA195 | 30 set 2005 | Kitt Peak     | Spacewatch                | —         | MPC                           |
| 187248             | 2005 SS210 | 30 set 2005 | Palomar       | NEAT                      | —         | MPC                           |
| 187249             | 2005 SS219 | 30 set 2005 | Palomar       | NEAT                      | —         | MPC                           |
| 187250             | 2005 SQ221 | 30 set 2005 | Catalina      | CSS                       | —         | MPC                           |
| 187251             | 2005 ST225 | 30 set 2005 | Kitt Peak     | Spacewatch                | —         | MPC                           |
| 187252             | 2005 SA229 | 30 set 2005 | Mount Lemmon  | Mount Lemmon Survey       | —         | MPC                           |
| 187253             | 2005 SG235 | 29 set 2005 | Mount Lemmon  | Mount Lemmon Survey       | —         | MPC                           |
| 187254             | 2005 SL237 | 29 set 2005 | Kitt Peak     | Spacewatch                | —         | MPC                           |
| 187255             | 2005 SD248 | 30 set 2005 | Kitt Peak     | Spacewatch                | —         | MPC                           |
| 187256             | 2005 SG248 | 30 set 2005 | Palomar       | NEAT                      | —         | MPC                           |
| 187257             | 2005 SX250 | 23 set 2005 | Kitt Peak     | Spacewatch                | —         | MPC                           |
| 187258             | 2005 SF259 | 24 set 2005 | Anderson Mesa | LONEOS                    | —         | MPC                           |
| 187259             | 2005 SK278 | 24 set 2005 | Kitt Peak     | Spacewatch                | —         | MPC                           |
| 187260             | 2005 SH279 | 30 set 2005 | Mount Lemmon  | Mount Lemmon Survey       | —         | MPC                           |
| 187261             | 2005 SM279 | 23 set 2005 | Kitt Peak     | Spacewatch                | —         | MPC                           |
| 187262             | 2005 SW281 | 26 set 2005 | Kitt Peak     | Spacewatch                | —         | MPC                           |
| 187263             | 2005 TH1   | 1 out 2005  | Catalina      | CSS                       | —         | MPC                           |
| 187264             | 2005 TQ3   | 1 out 2005  | Anderson Mesa | LONEOS                    | —         | MPC                           |
| 187265             | 2005 TS9   | 1 out 2005  | Mount Lemmon  | Mount Lemmon Survey       | —         | MPC                           |
| 187266             | 2005 TO21  | 1 out 2005  | Kitt Peak     | Spacewatch                | —         | MPC                           |
| 187267             | 2005 TA32  | 1 out 2005  | Kitt Peak     | Spacewatch                | Mitidika  | MPC                           |
| 187268             | 2005 TH32  | 1 out 2005  | Socorro       | LINEAR                    | —         | MPC                           |
| 187269             | 2005 TN33  | 1 out 2005  | Kitt Peak     | Spacewatch                | —         | MPC                           |
| 187270             | 2005 TT34  | 1 out 2005  | Kitt Peak     | Spacewatch                | —         | MPC                           |
| 187271             | 2005 TU40  | 1 out 2005  | Anderson Mesa | LONEOS                    | Maria     | MPC                           |
| 187272             | 2005 TV43  | 5 out 2005  | Socorro       | LINEAR                    | —         | MPC                           |
| 187273             | 2005 TJ45  | 5 out 2005  | Socorro       | LINEAR                    | —         | MPC                           |
| 187274             | 2005 TV45  | 7 out 2005  | Reedy Creek   | J. Broughton              | —         | MPC                           |
| 187275             | 2005 TZ46  | 3 out 2005  | Catalina      | CSS                       | —         | MPC                           |
| 187276 Meistas     | 2005 TM48  | 8 out 2005  | Moletai       | K. Černis, J. Zdanavičius | Eos       | MPC                           |
| 187277             | 2005 TA53  | 1 out 2005  | Anderson Mesa | LONEOS                    | Phocaea   | MPC                           |
| 187278             | 2005 TK55  | 5 out 2005  | Socorro       | LINEAR                    | —         | MPC                           |
| 187279             | 2005 TE57  | 1 out 2005  | Mount Lemmon  | Mount Lemmon Survey       | —         | MPC                           |
| 187280             | 2005 TS57  | 1 out 2005  | Mount Lemmon  | Mount Lemmon Survey       | —         | MPC                           |
| 187281             | 2005 TK59  | 1 out 2005  | Mount Lemmon  | Mount Lemmon Survey       | —         | MPC                           |
| 187282             | 2005 TH62  | 4 out 2005  | Mount Lemmon  | Mount Lemmon Survey       | —         | MPC                           |
| 187283 Jeffhopkins | 2005 TC66  | 3 out 2005  | Catalina      | CSS                       | —         | MPC                           |
| 187284             | 2005 TT68  | 6 out 2005  | Kitt Peak     | Spacewatch                | —         | MPC                           |
| 187285             | 2005 TS72  | 5 out 2005  | Catalina      | CSS                       | —         | MPC                           |
| 187286             | 2005 TU72  | 5 out 2005  | Catalina      | CSS                       | —         | MPC                           |
| 187287             | 2005 TZ73  | 7 out 2005  | Anderson Mesa | LONEOS                    | —         | MPC                           |
| 187288             | 2005 TY88  | 5 out 2005  | Mount Lemmon  | Mount Lemmon Survey       | —         | MPC                           |
| 187289             | 2005 TO91  | 6 out 2005  | Mount Lemmon  | Mount Lemmon Survey       | —         | MPC                           |
| 187290             | 2005 TW99  | 7 out 2005  | Socorro       | LINEAR                    | —         | MPC                           |
| 187291             | 2005 TY99  | 7 out 2005  | Socorro       | LINEAR                    | —         | MPC                           |
| 187292             | 2005 TC101 | 7 out 2005  | Catalina      | CSS                       | Mitidika  | MPC                           |
| 187293             | 2005 TV121 | 7 out 2005  | Kitt Peak     | Spacewatch                | —         | MPC                           |
| 187294             | 2005 TJ126 | 7 out 2005  | Kitt Peak     | Spacewatch                | —         | MPC                           |
| 187295             | 2005 TF132 | 7 out 2005  | Kitt Peak     | Spacewatch                | —         | MPC                           |
| 187296             | 2005 TV139 | 8 out 2005  | Kitt Peak     | Spacewatch                | —         | MPC                           |
| 187297             | 2005 TE142 | 8 out 2005  | Kitt Peak     | Spacewatch                | Brangane  | MPC                           |
| 187298             | 2005 TV142 | 8 out 2005  | Kitt Peak     | Spacewatch                | —         | MPC                           |
| 187299             | 2005 TY151 | 10 out 2005 | Kitt Peak     | Spacewatch                | —         | MPC                           |
| 187300             | 2005 TX156 | 9 out 2005  | Kitt Peak     | Spacewatch                | Brangane  | MPC                           |

## 187301–187400
| Designação | Designação | Descoberta  | Descoberta       | Descobridor(es)     | Categoria | Mais informações / Referência |
| Permanente | Provisória | Data        | Local            | Descobridor(es)     | Categoria | Mais informações / Referência |
| ---------- | ---------- | ----------- | ---------------- | ------------------- | --------- | ----------------------------- |
| 187301     | 2005 TU180 | 1 out 2005  | Mount Lemmon     | Mount Lemmon Survey | —         | MPC                           |
| 187302     | 2005 TP191 | 1 out 2005  | Catalina         | CSS                 | —         | MPC                           |
| 187303     | 2005 TQ193 | 1 out 2005  | Mount Lemmon     | Mount Lemmon Survey | Juno      | MPC                           |
| 187304     | 2005 UV    | 23 out 2005 | Wrightwood       | J. W. Young         | —         | MPC                           |
| 187305     | 2005 UO2   | 23 out 2005 | Eskridge         | Farpoint Obs.       | —         | MPC                           |
| 187306     | 2005 UG4   | 25 out 2005 | Goodricke-Pigott | R. A. Tucker        | —         | MPC                           |
| 187307     | 2005 UM9   | 21 out 2005 | Palomar          | NEAT                | Phocaea   | MPC                           |
| 187308     | 2005 UV12  | 21 out 2005 | Palomar          | NEAT                | —         | MPC                           |
| 187309     | 2005 UW15  | 22 out 2005 | Kitt Peak        | Spacewatch          | —         | MPC                           |
| 187310     | 2005 UK19  | 22 out 2005 | Catalina         | CSS                 | —         | MPC                           |
| 187311     | 2005 UR26  | 23 out 2005 | Catalina         | CSS                 | Eos       | MPC                           |
| 187312     | 2005 UZ27  | 23 out 2005 | Kitt Peak        | Spacewatch          | —         | MPC                           |
| 187313     | 2005 UH35  | 24 out 2005 | Kitt Peak        | Spacewatch          | Ursula    | MPC                           |
| 187314     | 2005 UY37  | 24 out 2005 | Kitt Peak        | Spacewatch          | —         | MPC                           |
| 187315     | 2005 UZ37  | 24 out 2005 | Kitt Peak        | Spacewatch          | —         | MPC                           |
| 187316     | 2005 UG40  | 24 out 2005 | Kitt Peak        | Spacewatch          | —         | MPC                           |
| 187317     | 2005 UP40  | 24 out 2005 | Kitt Peak        | Spacewatch          | —         | MPC                           |
| 187318     | 2005 UJ41  | 24 out 2005 | Kitt Peak        | Spacewatch          | —         | MPC                           |
| 187319     | 2005 US43  | 22 out 2005 | Kitt Peak        | Spacewatch          | —         | MPC                           |
| 187320     | 2005 UC49  | 23 out 2005 | Catalina         | CSS                 | Eos       | MPC                           |
| 187321     | 2005 UK55  | 23 out 2005 | Catalina         | CSS                 | Ursula    | MPC                           |
| 187322     | 2005 UT57  | 24 out 2005 | Kitt Peak        | Spacewatch          | —         | MPC                           |
| 187323     | 2005 UY59  | 25 out 2005 | Anderson Mesa    | LONEOS              | —         | MPC                           |
| 187324     | 2005 UH68  | 22 out 2005 | Palomar          | NEAT                | Eos       | MPC                           |
| 187325     | 2005 UL73  | 23 out 2005 | Palomar          | NEAT                | —         | MPC                           |
| 187326     | 2005 UH78  | 25 out 2005 | Mount Lemmon     | Mount Lemmon Survey | —         | MPC                           |
| 187327     | 2005 UX78  | 25 out 2005 | Catalina         | CSS                 | —         | MPC                           |
| 187328     | 2005 UA80  | 25 out 2005 | Kitt Peak        | Spacewatch          | —         | MPC                           |
| 187329     | 2005 UK80  | 25 out 2005 | Kitt Peak        | Spacewatch          | Brangane  | MPC                           |
| 187330     | 2005 UN84  | 22 out 2005 | Kitt Peak        | Spacewatch          | —         | MPC                           |
| 187331     | 2005 UR85  | 22 out 2005 | Kitt Peak        | Spacewatch          | —         | MPC                           |
| 187332     | 2005 UR87  | 22 out 2005 | Kitt Peak        | Spacewatch          | —         | MPC                           |
| 187333     | 2005 UQ96  | 22 out 2005 | Kitt Peak        | Spacewatch          | —         | MPC                           |
| 187334     | 2005 UO100 | 22 out 2005 | Kitt Peak        | Spacewatch          | —         | MPC                           |
| 187335     | 2005 UO104 | 22 out 2005 | Kitt Peak        | Spacewatch          | —         | MPC                           |
| 187336     | 2005 UP107 | 22 out 2005 | Palomar          | NEAT                | —         | MPC                           |
| 187337     | 2005 UW108 | 22 out 2005 | Catalina         | CSS                 | —         | MPC                           |
| 187338     | 2005 UY116 | 23 out 2005 | Catalina         | CSS                 | —         | MPC                           |
| 187339     | 2005 UR127 | 24 out 2005 | Kitt Peak        | Spacewatch          | —         | MPC                           |
| 187340     | 2005 UV131 | 24 out 2005 | Palomar          | NEAT                | —         | MPC                           |
| 187341     | 2005 UT141 | 25 out 2005 | Catalina         | CSS                 | —         | MPC                           |
| 187342     | 2005 UH142 | 25 out 2005 | Catalina         | CSS                 | —         | MPC                           |
| 187343     | 2005 UL158 | 28 out 2005 | Goodricke-Pigott | R. A. Tucker        | —         | MPC                           |
| 187344     | 2005 UW159 | 22 out 2005 | Catalina         | CSS                 | —         | MPC                           |
| 187345     | 2005 UY159 | 22 out 2005 | Catalina         | CSS                 | Themis    | MPC                           |
| 187346     | 2005 UB180 | 24 out 2005 | Kitt Peak        | Spacewatch          | —         | MPC                           |
| 187347     | 2005 UJ188 | 27 out 2005 | Mount Lemmon     | Mount Lemmon Survey | —         | MPC                           |
| 187348     | 2005 UH195 | 22 out 2005 | Kitt Peak        | Spacewatch          | —         | MPC                           |
| 187349     | 2005 UT200 | 25 out 2005 | Kitt Peak        | Spacewatch          | —         | MPC                           |
| 187350     | 2005 UM201 | 25 out 2005 | Kitt Peak        | Spacewatch          | Brangane  | MPC                           |
| 187351     | 2005 UK213 | 21 out 2005 | Palomar          | NEAT                | —         | MPC                           |
| 187352     | 2005 UH214 | 24 out 2005 | Palomar          | NEAT                | —         | MPC                           |
| 187353     | 2005 UW215 | 25 out 2005 | Kitt Peak        | Spacewatch          | —         | MPC                           |
| 187354     | 2005 UM229 | 25 out 2005 | Kitt Peak        | Spacewatch          | —         | MPC                           |
| 187355     | 2005 US229 | 25 out 2005 | Kitt Peak        | Spacewatch          | —         | MPC                           |
| 187356     | 2005 UW237 | 25 out 2005 | Kitt Peak        | Spacewatch          | Brangane  | MPC                           |
| 187357     | 2005 UW238 | 25 out 2005 | Kitt Peak        | Spacewatch          | —         | MPC                           |
| 187358     | 2005 UZ250 | 23 out 2005 | Catalina         | CSS                 | —         | MPC                           |
| 187359     | 2005 UZ251 | 25 out 2005 | Kitt Peak        | Spacewatch          | Brangane  | MPC                           |
| 187360     | 2005 UW258 | 25 out 2005 | Kitt Peak        | Spacewatch          | —         | MPC                           |
| 187361     | 2005 UP259 | 25 out 2005 | Kitt Peak        | Spacewatch          | Ursula    | MPC                           |
| 187362     | 2005 UH262 | 26 out 2005 | Kitt Peak        | Spacewatch          | —         | MPC                           |
| 187363     | 2005 UK262 | 26 out 2005 | Kitt Peak        | Spacewatch          | —         | MPC                           |
| 187364     | 2005 UR266 | 27 out 2005 | Kitt Peak        | Spacewatch          | Brangane  | MPC                           |
| 187365     | 2005 UO272 | 28 out 2005 | Kitt Peak        | Spacewatch          | —         | MPC                           |
| 187366     | 2005 UK273 | 28 out 2005 | Mount Lemmon     | Mount Lemmon Survey | —         | MPC                           |
| 187367     | 2005 UB278 | 24 out 2005 | Kitt Peak        | Spacewatch          | —         | MPC                           |
| 187368     | 2005 UE278 | 24 out 2005 | Kitt Peak        | Spacewatch          | —         | MPC                           |
| 187369     | 2005 UT281 | 25 out 2005 | Catalina         | CSS                 | —         | MPC                           |
| 187370     | 2005 UU308 | 28 out 2005 | Catalina         | CSS                 | —         | MPC                           |
| 187371     | 2005 UO318 | 27 out 2005 | Kitt Peak        | Spacewatch          | —         | MPC                           |
| 187372     | 2005 UT319 | 27 out 2005 | Kitt Peak        | Spacewatch          | —         | MPC                           |
| 187373     | 2005 UC330 | 28 out 2005 | Kitt Peak        | Spacewatch          | —         | MPC                           |
| 187374     | 2005 UN335 | 30 out 2005 | Palomar          | NEAT                | —         | MPC                           |
| 187375     | 2005 UQ352 | 29 out 2005 | Catalina         | CSS                 | Maria     | MPC                           |
| 187376     | 2005 US359 | 25 out 2005 | Mount Lemmon     | Mount Lemmon Survey | —         | MPC                           |
| 187377     | 2005 UC361 | 27 out 2005 | Kitt Peak        | Spacewatch          | —         | MPC                           |
| 187378     | 2005 UJ361 | 27 out 2005 | Kitt Peak        | Spacewatch          | —         | MPC                           |
| 187379     | 2005 UB368 | 27 out 2005 | Kitt Peak        | Spacewatch          | —         | MPC                           |
| 187380     | 2005 UQ386 | 30 out 2005 | Catalina         | CSS                 | —         | MPC                           |
| 187381     | 2005 UZ395 | 30 out 2005 | Mount Lemmon     | Mount Lemmon Survey | —         | MPC                           |
| 187382     | 2005 UT401 | 27 out 2005 | Kitt Peak        | Spacewatch          | —         | MPC                           |
| 187383     | 2005 UF404 | 29 out 2005 | Mount Lemmon     | Mount Lemmon Survey | —         | MPC                           |
| 187384     | 2005 UN407 | 30 out 2005 | Mount Lemmon     | Mount Lemmon Survey | —         | MPC                           |
| 187385     | 2005 UJ412 | 31 out 2005 | Mount Lemmon     | Mount Lemmon Survey | Brangane  | MPC                           |
| 187386     | 2005 UD455 | 28 out 2005 | Kitt Peak        | Spacewatch          | —         | MPC                           |
| 187387     | 2005 UW456 | 30 out 2005 | Kitt Peak        | Spacewatch          | —         | MPC                           |
| 187388     | 2005 UM461 | 28 out 2005 | Mount Lemmon     | Mount Lemmon Survey | —         | MPC                           |
| 187389     | 2005 UF472 | 30 out 2005 | Kitt Peak        | Spacewatch          | —         | MPC                           |
| 187390     | 2005 UB483 | 22 out 2005 | Catalina         | CSS                 | —         | MPC                           |
| 187391     | 2005 UF485 | 22 out 2005 | Catalina         | CSS                 | —         | MPC                           |
| 187392     | 2005 UA492 | 24 out 2005 | Palomar          | NEAT                | —         | MPC                           |
| 187393     | 2005 UL494 | 25 out 2005 | Catalina         | CSS                 | Pallas    | MPC                           |
| 187394     | 2005 UG501 | 27 out 2005 | Catalina         | CSS                 | —         | MPC                           |
| 187395     | 2005 UG511 | 27 out 2005 | Anderson Mesa    | LONEOS              | —         | MPC                           |
| 187396     | 2005 UU516 | 25 out 2005 | Apache Point     | A. C. Becker        | —         | MPC                           |
| 187397     | 2005 UR522 | 27 out 2005 | Apache Point     | A. C. Becker        | —         | MPC                           |
| 187398     | 2005 VN10  | 2 nov 2005  | Mount Lemmon     | Mount Lemmon Survey | —         | MPC                           |
| 187399     | 2005 VB31  | 4 nov 2005  | Kitt Peak        | Spacewatch          | —         | MPC                           |
| 187400     | 2005 VA34  | 2 nov 2005  | Mount Lemmon     | Mount Lemmon Survey | Ursula    | MPC                           |

## 187401–187500
| Designação | Designação | Descoberta  | Descoberta        | Descobridor(es)        | Categoria | Mais informações / Referência |
| Permanente | Provisória | Data        | Local             | Descobridor(es)        | Categoria | Mais informações / Referência |
| ---------- | ---------- | ----------- | ----------------- | ---------------------- | --------- | ----------------------------- |
| 187401     | 2005 VB34  | 2 nov 2005  | Mount Lemmon      | Mount Lemmon Survey    | —         | MPC                           |
| 187402     | 2005 VA38  | 3 nov 2005  | Mount Lemmon      | Mount Lemmon Survey    | Brangane  | MPC                           |
| 187403     | 2005 VB38  | 3 nov 2005  | Mount Lemmon      | Mount Lemmon Survey    | Ursula    | MPC                           |
| 187404     | 2005 VK43  | 5 nov 2005  | Mount Lemmon      | Mount Lemmon Survey    | —         | MPC                           |
| 187405     | 2005 VL46  | 4 nov 2005  | Mount Lemmon      | Mount Lemmon Survey    | —         | MPC                           |
| 187406     | 2005 VJ49  | 1 nov 2005  | Socorro           | LINEAR                 | —         | MPC                           |
| 187407     | 2005 VG53  | 3 nov 2005  | Mount Lemmon      | Mount Lemmon Survey    | Brangane  | MPC                           |
| 187408     | 2005 VR56  | 4 nov 2005  | Mount Lemmon      | Mount Lemmon Survey    | —         | MPC                           |
| 187409     | 2005 VE58  | 4 nov 2005  | Mount Lemmon      | Mount Lemmon Survey    | —         | MPC                           |
| 187410     | 2005 VT60  | 5 nov 2005  | Mount Lemmon      | Mount Lemmon Survey    | Brangane  | MPC                           |
| 187411     | 2005 VD65  | 1 nov 2005  | Mount Lemmon      | Mount Lemmon Survey    | —         | MPC                           |
| 187412     | 2005 VM70  | 1 nov 2005  | Mount Lemmon      | Mount Lemmon Survey    | —         | MPC                           |
| 187413     | 2005 VM72  | 1 nov 2005  | Mount Lemmon      | Mount Lemmon Survey    | —         | MPC                           |
| 187414     | 2005 VA78  | 6 nov 2005  | Socorro           | LINEAR                 | —         | MPC                           |
| 187415     | 2005 VB78  | 6 nov 2005  | Socorro           | LINEAR                 | —         | MPC                           |
| 187416     | 2005 VV78  | 6 nov 2005  | Mount Lemmon      | Mount Lemmon Survey    | —         | MPC                           |
| 187417     | 2005 VJ79  | 3 nov 2005  | Mount Lemmon      | Mount Lemmon Survey    | —         | MPC                           |
| 187418     | 2005 VN80  | 5 nov 2005  | Kitt Peak         | Spacewatch             | —         | MPC                           |
| 187419     | 2005 VD87  | 6 nov 2005  | Kitt Peak         | Spacewatch             | —         | MPC                           |
| 187420     | 2005 VY103 | 3 nov 2005  | Kitt Peak         | Spacewatch             | —         | MPC                           |
| 187421     | 2005 VF111 | 6 nov 2005  | Mount Lemmon      | Mount Lemmon Survey    | Brangane  | MPC                           |
| 187422     | 2005 VA112 | 6 nov 2005  | Mount Lemmon      | Mount Lemmon Survey    | —         | MPC                           |
| 187423     | 2005 VR114 | 10 nov 2005 | Campo Imperatore  | CINEOS                 | Pallas    | MPC                           |
| 187424     | 2005 VL119 | 15 nov 2005 | Palomar           | NEAT                   | —         | MPC                           |
| 187425     | 2005 VR123 | 2 nov 2005  | Catalina          | CSS                    | Chimaera  | MPC                           |
| 187426     | 2005 WJ5   | 20 nov 2005 | Palomar           | NEAT                   | —         | MPC                           |
| 187427     | 2005 WH6   | 21 nov 2005 | Catalina          | CSS                    | —         | MPC                           |
| 187428     | 2005 WK6   | 21 nov 2005 | Catalina          | CSS                    | —         | MPC                           |
| 187429     | 2005 WH11  | 22 nov 2005 | Kitt Peak         | Spacewatch             | —         | MPC                           |
| 187430     | 2005 WO27  | 21 nov 2005 | Kitt Peak         | Spacewatch             | —         | MPC                           |
| 187431     | 2005 WV27  | 21 nov 2005 | Kitt Peak         | Spacewatch             | —         | MPC                           |
| 187432     | 2005 WF29  | 21 nov 2005 | Kitt Peak         | Spacewatch             | —         | MPC                           |
| 187433     | 2005 WG30  | 21 nov 2005 | Kitt Peak         | Spacewatch             | —         | MPC                           |
| 187434     | 2005 WD38  | 22 nov 2005 | Kitt Peak         | Spacewatch             | —         | MPC                           |
| 187435     | 2005 WD53  | 25 nov 2005 | Mount Lemmon      | Mount Lemmon Survey    | —         | MPC                           |
| 187436     | 2005 WN57  | 30 nov 2005 | Kitt Peak         | Spacewatch             | —         | MPC                           |
| 187437     | 2005 WQ62  | 25 nov 2005 | Catalina          | CSS                    | —         | MPC                           |
| 187438     | 2005 WO65  | 26 nov 2005 | Mount Lemmon      | Mount Lemmon Survey    | —         | MPC                           |
| 187439     | 2005 WZ73  | 26 nov 2005 | Catalina          | CSS                    | —         | MPC                           |
| 187440     | 2005 WG81  | 26 nov 2005 | Mount Lemmon      | Mount Lemmon Survey    | —         | MPC                           |
| 187441     | 2005 WM84  | 26 nov 2005 | Mount Lemmon      | Mount Lemmon Survey    | —         | MPC                           |
| 187442     | 2005 WF96  | 26 nov 2005 | Kitt Peak         | Spacewatch             | —         | MPC                           |
| 187443     | 2005 WO97  | 26 nov 2005 | Mount Lemmon      | Mount Lemmon Survey    | —         | MPC                           |
| 187444     | 2005 WQ102 | 25 nov 2005 | Catalina          | CSS                    | —         | MPC                           |
| 187445     | 2005 WY107 | 28 nov 2005 | Kitt Peak         | Spacewatch             | —         | MPC                           |
| 187446     | 2005 WV115 | 30 nov 2005 | Anderson Mesa     | LONEOS                 | —         | MPC                           |
| 187447     | 2005 WD117 | 29 nov 2005 | Goodricke-Pigott  | V. Reddy               | —         | MPC                           |
| 187448     | 2005 WL120 | 29 nov 2005 | Kitt Peak         | Spacewatch             | —         | MPC                           |
| 187449     | 2005 WH132 | 25 nov 2005 | Mount Lemmon      | Mount Lemmon Survey    | —         | MPC                           |
| 187450     | 2005 WK155 | 29 nov 2005 | Palomar           | NEAT                   | Brangane  | MPC                           |
| 187451     | 2005 WO165 | 29 nov 2005 | Mount Lemmon      | Mount Lemmon Survey    | —         | MPC                           |
| 187452     | 2005 WN179 | 21 nov 2005 | Anderson Mesa     | LONEOS                 | —         | MPC                           |
| 187453     | 2005 WP191 | 22 nov 2005 | Catalina          | CSS                    | Phocaea   | MPC                           |
| 187454     | 2005 WB192 | 25 nov 2005 | Catalina          | CSS                    | —         | MPC                           |
| 187455     | 2005 WD193 | 26 nov 2005 | Catalina          | CSS                    | Phocaea   | MPC                           |
| 187456     | 2005 XK5   | 4 dez 2005  | Kitt Peak         | Spacewatch             | —         | MPC                           |
| 187457     | 2005 XA17  | 1 dez 2005  | Kitt Peak         | Spacewatch             | —         | MPC                           |
| 187458     | 2005 XT23  | 2 dez 2005  | Socorro           | LINEAR                 | —         | MPC                           |
| 187459     | 2005 XO28  | 1 dez 2005  | Catalina          | CSS                    | Brangane  | MPC                           |
| 187460     | 2005 XE53  | 4 dez 2005  | Kitt Peak         | Spacewatch             | —         | MPC                           |
| 187461     | 2005 XM65  | 7 dez 2005  | Gnosca            | S. Sposetti            | Ursula    | MPC                           |
| 187462     | 2005 XV70  | 6 dez 2005  | Kitt Peak         | Spacewatch             | —         | MPC                           |
| 187463     | 2005 XX106 | 1 dez 2005  | Kitt Peak         | M. W. Buie             | —         | MPC                           |
| 187464     | 2005 YC10  | 21 dez 2005 | Kitt Peak         | Spacewatch             | —         | MPC                           |
| 187465     | 2005 YZ139 | 28 dez 2005 | Kitt Peak         | Spacewatch             | —         | MPC                           |
| 187466     | 2005 YR171 | 22 dez 2005 | Catalina          | CSS                    | —         | MPC                           |
| 187467     | 2005 YS250 | 28 dez 2005 | Kitt Peak         | Spacewatch             | —         | MPC                           |
| 187468     | 2006 AE24  | 5 jan 2006  | Socorro           | LINEAR                 | Brangane  | MPC                           |
| 187469     | 2006 BL53  | 25 jan 2006 | Kitt Peak         | Spacewatch             | —         | MPC                           |
| 187470     | 2006 BH59  | 23 jan 2006 | Mount Lemmon      | Mount Lemmon Survey    | —         | MPC                           |
| 187471     | 2006 BV72  | 23 jan 2006 | Kitt Peak         | Spacewatch             | —         | MPC                           |
| 187472     | 2006 BP73  | 23 jan 2006 | Kitt Peak         | Spacewatch             | —         | MPC                           |
| 187473     | 2006 BJ103 | 23 jan 2006 | Mount Lemmon      | Mount Lemmon Survey    | —         | MPC                           |
| 187474     | 2006 BM116 | 26 jan 2006 | Kitt Peak         | Spacewatch             | —         | MPC                           |
| 187475     | 2006 BV119 | 26 jan 2006 | Kitt Peak         | Spacewatch             | —         | MPC                           |
| 187476     | 2006 BB213 | 30 jan 2006 | Bergisch Gladbach | W. Bickel              | —         | MPC                           |
| 187477     | 2006 BW232 | 31 jan 2006 | Kitt Peak         | Spacewatch             | Juno      | MPC                           |
| 187478     | 2006 CY29  | 2 fev 2006  | Kitt Peak         | Spacewatch             | —         | MPC                           |
| 187479     | 2006 DA15  | 20 fev 2006 | Kitt Peak         | Spacewatch             | —         | MPC                           |
| 187480     | 2006 QX39  | 24 ago 2006 | San Marcello      | Pistoia Mountains Obs. | —         | MPC                           |
| 187481     | 2006 QU116 | 27 ago 2006 | Anderson Mesa     | LONEOS                 | —         | MPC                           |
| 187482     | 2006 RY32  | 15 set 2006 | Kitt Peak         | Spacewatch             | —         | MPC                           |
| 187483     | 2006 RO39  | 12 set 2006 | Catalina          | CSS                    | —         | MPC                           |
| 187484     | 2006 RK97  | 15 set 2006 | Kitt Peak         | Spacewatch             | —         | MPC                           |
| 187485     | 2006 SL18  | 17 set 2006 | Kitt Peak         | Spacewatch             | —         | MPC                           |
| 187486     | 2006 SE54  | 16 set 2006 | Catalina          | CSS                    | Juno      | MPC                           |
| 187487     | 2006 SM54  | 17 set 2006 | Kitt Peak         | Spacewatch             | —         | MPC                           |
| 187488     | 2006 SZ185 | 25 set 2006 | Mount Lemmon      | Mount Lemmon Survey    | —         | MPC                           |
| 187489     | 2006 SN206 | 25 set 2006 | Mount Lemmon      | Mount Lemmon Survey    | —         | MPC                           |
| 187490     | 2006 SJ212 | 26 set 2006 | Kitt Peak         | Spacewatch             | Juno      | MPC                           |
| 187491     | 2006 SU223 | 25 set 2006 | Mount Lemmon      | Mount Lemmon Survey    | —         | MPC                           |
| 187492     | 2006 SP269 | 26 set 2006 | Mount Lemmon      | Mount Lemmon Survey    | Phocaea   | MPC                           |
| 187493     | 2006 SQ275 | 28 set 2006 | Bergisch Gladbach | W. Bickel              | —         | MPC                           |
| 187494     | 2006 SP290 | 25 set 2006 | Kitt Peak         | Spacewatch             | —         | MPC                           |
| 187495     | 2006 SN293 | 25 set 2006 | Kitt Peak         | Spacewatch             | —         | MPC                           |
| 187496     | 2006 SP308 | 27 set 2006 | Kitt Peak         | Spacewatch             | —         | MPC                           |
| 187497     | 2006 SK320 | 27 set 2006 | Kitt Peak         | Spacewatch             | —         | MPC                           |
| 187498     | 2006 SQ326 | 27 set 2006 | Kitt Peak         | Spacewatch             | —         | MPC                           |
| 187499     | 2006 SZ348 | 28 set 2006 | Kitt Peak         | Spacewatch             | —         | MPC                           |
| 187500     | 2006 SX352 | 30 set 2006 | Catalina          | CSS                    | —         | MPC                           |

## 187501–187600
| Designação            | Designação | Descoberta  | Descoberta         | Descobridor(es)           | Categoria | Mais informações / Referência |
| Permanente            | Provisória | Data        | Local              | Descobridor(es)           | Categoria | Mais informações / Referência |
| --------------------- | ---------- | ----------- | ------------------ | ------------------------- | --------- | ----------------------------- |
| 187501                | 2006 SY352 | 30 set 2006 | Catalina           | CSS                       | —         | MPC                           |
| 187502                | 2006 SG357 | 30 set 2006 | Catalina           | CSS                       | —         | MPC                           |
| 187503                | 2006 SQ364 | 28 set 2006 | Mount Lemmon       | Mount Lemmon Survey       | —         | MPC                           |
| 187504                | 2006 SO365 | 30 set 2006 | Mount Lemmon       | Mount Lemmon Survey       | —         | MPC                           |
| 187505                | 2006 SX394 | 27 set 2006 | Mount Lemmon       | Mount Lemmon Survey       | —         | MPC                           |
| 187506                | 2006 TB17  | 11 out 2006 | Kitt Peak          | Spacewatch                | Eos       | MPC                           |
| 187507                | 2006 TJ30  | 12 out 2006 | Kitt Peak          | Spacewatch                | —         | MPC                           |
| 187508                | 2006 TB43  | 12 out 2006 | Kitt Peak          | Spacewatch                | —         | MPC                           |
| 187509                | 2006 TT46  | 12 out 2006 | Kitt Peak          | Spacewatch                | —         | MPC                           |
| 187510                | 2006 TU48  | 12 out 2006 | Kitt Peak          | Spacewatch                | Mitidika  | MPC                           |
| 187511                | 2006 TE63  | 10 out 2006 | Palomar            | NEAT                      | —         | MPC                           |
| 187512                | 2006 TB77  | 11 out 2006 | Palomar            | NEAT                      | —         | MPC                           |
| 187513                | 2006 TG91  | 13 out 2006 | Kitt Peak          | Spacewatch                | Mitidika  | MPC                           |
| 187514 Tainan         | 2006 TM94  | 15 out 2006 | Lulin Observatory  | C.-S. Lin, Q.-z. Ye       | —         | MPC                           |
| 187515                | 2006 TL97  | 13 out 2006 | Kitt Peak          | Spacewatch                | —         | MPC                           |
| 187516                | 2006 TH107 | 15 out 2006 | Kitt Peak          | Spacewatch                | —         | MPC                           |
| 187517                | 2006 TA109 | 2 out 2006  | Mount Lemmon       | Mount Lemmon Survey       | —         | MPC                           |
| 187518                | 2006 TD110 | 13 out 2006 | Kitt Peak          | Spacewatch                | —         | MPC                           |
| 187519                | 2006 UR5   | 16 out 2006 | Catalina           | CSS                       | —         | MPC                           |
| 187520                | 2006 UJ8   | 16 out 2006 | Catalina           | CSS                       | —         | MPC                           |
| 187521                | 2006 UL11  | 17 out 2006 | Mount Lemmon       | Mount Lemmon Survey       | —         | MPC                           |
| 187522                | 2006 UB12  | 17 out 2006 | Mount Lemmon       | Mount Lemmon Survey       | —         | MPC                           |
| 187523                | 2006 UC12  | 17 out 2006 | Mount Lemmon       | Mount Lemmon Survey       | —         | MPC                           |
| 187524                | 2006 UD34  | 16 out 2006 | Kitt Peak          | Spacewatch                | —         | MPC                           |
| 187525                | 2006 UU36  | 16 out 2006 | Kitt Peak          | Spacewatch                | —         | MPC                           |
| 187526                | 2006 UP40  | 16 out 2006 | Kitt Peak          | Spacewatch                | —         | MPC                           |
| 187527                | 2006 US45  | 16 out 2006 | Kitt Peak          | Spacewatch                | —         | MPC                           |
| 187528                | 2006 UM61  | 19 out 2006 | Mount Lemmon       | Mount Lemmon Survey       | —         | MPC                           |
| 187529                | 2006 UQ61  | 19 out 2006 | Catalina           | CSS                       | Phocaea   | MPC                           |
| 187530                | 2006 UG62  | 17 out 2006 | Mount Lemmon       | Mount Lemmon Survey       | —         | MPC                           |
| 187531 Omorichugakkou | 2006 UM63  | 20 out 2006 | Mount Nyukasa Stn. | Y. Sorimachi, A. Nakajima | —         | MPC                           |
| 187532                | 2006 UX64  | 23 out 2006 | Kitami             | K. Endate                 | Phocaea   | MPC                           |
| 187533                | 2006 UQ80  | 17 out 2006 | Mount Lemmon       | Mount Lemmon Survey       | —         | MPC                           |
| 187534                | 2006 UU86  | 17 out 2006 | Mount Lemmon       | Mount Lemmon Survey       | —         | MPC                           |
| 187535                | 2006 UH87  | 17 out 2006 | Mount Lemmon       | Mount Lemmon Survey       | —         | MPC                           |
| 187536                | 2006 UH89  | 17 out 2006 | Kitt Peak          | Spacewatch                | —         | MPC                           |
| 187537                | 2006 UV93  | 18 out 2006 | Kitt Peak          | Spacewatch                | —         | MPC                           |
| 187538                | 2006 UA98  | 18 out 2006 | Kitt Peak          | Spacewatch                | —         | MPC                           |
| 187539                | 2006 UC98  | 18 out 2006 | Kitt Peak          | Spacewatch                | —         | MPC                           |
| 187540                | 2006 UQ115 | 19 out 2006 | Kitt Peak          | Spacewatch                | —         | MPC                           |
| 187541                | 2006 UX149 | 20 out 2006 | Catalina           | CSS                       | —         | MPC                           |
| 187542                | 2006 UC183 | 17 out 2006 | Catalina           | CSS                       | —         | MPC                           |
| 187543                | 2006 UV191 | 19 out 2006 | Catalina           | CSS                       | —         | MPC                           |
| 187544                | 2006 UP200 | 21 out 2006 | Kitt Peak          | Spacewatch                | —         | MPC                           |
| 187545                | 2006 UA218 | 30 out 2006 | Kitami             | K. Endate                 | —         | MPC                           |
| 187546                | 2006 UV221 | 17 out 2006 | Mount Lemmon       | Mount Lemmon Survey       | —         | MPC                           |
| 187547                | 2006 UG230 | 21 out 2006 | Palomar            | NEAT                      | —         | MPC                           |
| 187548                | 2006 UJ240 | 23 out 2006 | Kitt Peak          | Spacewatch                | —         | MPC                           |
| 187549                | 2006 UX240 | 23 out 2006 | Mount Lemmon       | Mount Lemmon Survey       | —         | MPC                           |
| 187550                | 2006 UW248 | 27 out 2006 | Mount Lemmon       | Mount Lemmon Survey       | —         | MPC                           |
| 187551                | 2006 UX255 | 27 out 2006 | Mount Lemmon       | Mount Lemmon Survey       | —         | MPC                           |
| 187552                | 2006 UB273 | 27 out 2006 | Kitt Peak          | Spacewatch                | —         | MPC                           |
| 187553                | 2006 VG12  | 11 nov 2006 | Mount Lemmon       | Mount Lemmon Survey       | —         | MPC                           |
| 187554                | 2006 VT12  | 11 nov 2006 | Goodricke-Pigott   | R. A. Tucker              | —         | MPC                           |
| 187555                | 2006 VJ15  | 9 nov 2006  | Kitt Peak          | Spacewatch                | —         | MPC                           |
| 187556                | 2006 VZ22  | 10 nov 2006 | Kitt Peak          | Spacewatch                | —         | MPC                           |
| 187557                | 2006 VO24  | 10 nov 2006 | Kitt Peak          | Spacewatch                | —         | MPC                           |
| 187558                | 2006 VK50  | 10 nov 2006 | Kitt Peak          | Spacewatch                | —         | MPC                           |
| 187559                | 2006 VV51  | 10 nov 2006 | Altschwendt        | W. Ries                   | —         | MPC                           |
| 187560                | 2006 VO60  | 11 nov 2006 | Mount Lemmon       | Mount Lemmon Survey       | —         | MPC                           |
| 187561                | 2006 VV60  | 11 nov 2006 | Kitt Peak          | Spacewatch                | —         | MPC                           |
| 187562                | 2006 VR67  | 11 nov 2006 | Kitt Peak          | Spacewatch                | —         | MPC                           |
| 187563                | 2006 VJ73  | 11 nov 2006 | Kitt Peak          | Spacewatch                | —         | MPC                           |
| 187564                | 2006 VL79  | 12 nov 2006 | Mount Lemmon       | Mount Lemmon Survey       | —         | MPC                           |
| 187565                | 2006 VT79  | 12 nov 2006 | Mount Lemmon       | Mount Lemmon Survey       | —         | MPC                           |
| 187566                | 2006 VD89  | 14 nov 2006 | Kitt Peak          | Spacewatch                | —         | MPC                           |
| 187567                | 2006 VE94  | 15 nov 2006 | Catalina           | CSS                       | —         | MPC                           |
| 187568                | 2006 VU99  | 11 nov 2006 | Catalina           | CSS                       | —         | MPC                           |
| 187569                | 2006 VL107 | 13 nov 2006 | Kitt Peak          | Spacewatch                | —         | MPC                           |
| 187570                | 2006 VS123 | 14 nov 2006 | Kitt Peak          | Spacewatch                | —         | MPC                           |
| 187571                | 2006 VV123 | 14 nov 2006 | Kitt Peak          | Spacewatch                | —         | MPC                           |
| 187572                | 2006 VV142 | 14 nov 2006 | Socorro            | LINEAR                    | —         | MPC                           |
| 187573                | 2006 VN147 | 15 nov 2006 | Catalina           | CSS                       | —         | MPC                           |
| 187574                | 2006 VC153 | 8 nov 2006  | Palomar            | NEAT                      | Juno      | MPC                           |
| 187575                | 2006 VW153 | 8 nov 2006  | Palomar            | NEAT                      | —         | MPC                           |
| 187576                | 2006 WK9   | 16 nov 2006 | Kitt Peak          | Spacewatch                | —         | MPC                           |
| 187577                | 2006 WR20  | 17 nov 2006 | Mount Lemmon       | Mount Lemmon Survey       | —         | MPC                           |
| 187578                | 2006 WQ26  | 18 nov 2006 | Socorro            | LINEAR                    | —         | MPC                           |
| 187579                | 2006 WA27  | 18 nov 2006 | Socorro            | LINEAR                    | —         | MPC                           |
| 187580                | 2006 WJ35  | 16 nov 2006 | Kitt Peak          | Spacewatch                | —         | MPC                           |
| 187581                | 2006 WP39  | 16 nov 2006 | Kitt Peak          | Spacewatch                | —         | MPC                           |
| 187582                | 2006 WN46  | 16 nov 2006 | Kitt Peak          | Spacewatch                | —         | MPC                           |
| 187583                | 2006 WM51  | 16 nov 2006 | Kitt Peak          | Spacewatch                | —         | MPC                           |
| 187584                | 2006 WM64  | 17 nov 2006 | Mount Lemmon       | Mount Lemmon Survey       | —         | MPC                           |
| 187585                | 2006 WC82  | 18 nov 2006 | Kitt Peak          | Spacewatch                | —         | MPC                           |
| 187586                | 2006 WD88  | 18 nov 2006 | Mount Lemmon       | Mount Lemmon Survey       | —         | MPC                           |
| 187587                | 2006 WJ88  | 18 nov 2006 | Socorro            | LINEAR                    | —         | MPC                           |
| 187588                | 2006 WV88  | 18 nov 2006 | Kitt Peak          | Spacewatch                | Eos       | MPC                           |
| 187589                | 2006 WH98  | 19 nov 2006 | Kitt Peak          | Spacewatch                | —         | MPC                           |
| 187590                | 2006 WY104 | 19 nov 2006 | Kitt Peak          | Spacewatch                | —         | MPC                           |
| 187591                | 2006 WA106 | 19 nov 2006 | Kitt Peak          | Spacewatch                | —         | MPC                           |
| 187592                | 2006 WN115 | 20 nov 2006 | Kitt Peak          | Spacewatch                | —         | MPC                           |
| 187593                | 2006 WY117 | 20 nov 2006 | Mount Lemmon       | Mount Lemmon Survey       | —         | MPC                           |
| 187594                | 2006 WA128 | 24 nov 2006 | Nyukasa            | Mount Nyukasa Stn.        | —         | MPC                           |
| 187595                | 2006 WE128 | 24 nov 2006 | Nyukasa            | Mount Nyukasa Stn.        | —         | MPC                           |
| 187596                | 2006 WG149 | 20 nov 2006 | Kitt Peak          | Spacewatch                | —         | MPC                           |
| 187597                | 2006 WW182 | 24 nov 2006 | Kitt Peak          | Spacewatch                | —         | MPC                           |
| 187598                | 2006 WZ190 | 25 nov 2006 | Catalina           | CSS                       | —         | MPC                           |
| 187599                | 2006 XZ9   | 9 dez 2006  | Kitt Peak          | Spacewatch                | —         | MPC                           |
| 187600                | 2006 XG15  | 10 dez 2006 | Kitt Peak          | Spacewatch                | —         | MPC                           |

## 187601–187700
| Designação        | Designação | Descoberta  | Descoberta        | Descobridor(es)                              | Categoria | Mais informações / Referência |
| Permanente        | Provisória | Data        | Local             | Descobridor(es)                              | Categoria | Mais informações / Referência |
| ----------------- | ---------- | ----------- | ----------------- | -------------------------------------------- | --------- | ----------------------------- |
| 187601            | 2006 XQ25  | 12 dez 2006 | Mount Lemmon      | Mount Lemmon Survey                          | —         | MPC                           |
| 187602            | 2006 XY27  | 13 dez 2006 | Mount Lemmon      | Mount Lemmon Survey                          | —         | MPC                           |
| 187603            | 2006 XK38  | 11 dez 2006 | Kitt Peak         | Spacewatch                                   | —         | MPC                           |
| 187604            | 2006 XN63  | 6 dez 2006  | Palomar           | NEAT                                         | —         | MPC                           |
| 187605            | 2006 XR65  | 12 dez 2006 | Palomar           | NEAT                                         | —         | MPC                           |
| 187606            | 2006 XB69  | 12 dez 2006 | Mount Lemmon      | Mount Lemmon Survey                          | —         | MPC                           |
| 187607            | 2006 YB13  | 21 dez 2006 | Kitt Peak         | Spacewatch                                   | —         | MPC                           |
| 187608            | 2006 YZ14  | 16 dez 2006 | Mount Lemmon      | Mount Lemmon Survey                          | —         | MPC                           |
| 187609            | 2006 YX30  | 21 dez 2006 | Kitt Peak         | Spacewatch                                   | —         | MPC                           |
| 187610            | 2006 YK37  | 21 dez 2006 | Kitt Peak         | Spacewatch                                   | —         | MPC                           |
| 187611            | 2007 AJ1   | 8 jan 2007  | Mount Lemmon      | Mount Lemmon Survey                          | —         | MPC                           |
| 187612            | 2007 AN6   | 8 jan 2007  | Kitt Peak         | Spacewatch                                   | —         | MPC                           |
| 187613            | 2007 AU13  | 9 jan 2007  | Mount Lemmon      | Mount Lemmon Survey                          | —         | MPC                           |
| 187614            | 2007 AX14  | 10 jan 2007 | Mount Lemmon      | Mount Lemmon Survey                          | Mitidika  | MPC                           |
| 187615            | 2007 AG16  | 10 jan 2007 | Kitt Peak         | Spacewatch                                   | —         | MPC                           |
| 187616            | 2007 AK17  | 15 jan 2007 | Catalina          | CSS                                          | —         | MPC                           |
| 187617            | 2007 AE18  | 8 jan 2007  | Catalina          | CSS                                          | —         | MPC                           |
| 187618            | 2007 AM22  | 14 jan 2007 | Nyukasa           | Mount Nyukasa Stn.                           | —         | MPC                           |
| 187619            | 2007 AA23  | 10 jan 2007 | Mount Lemmon      | Mount Lemmon Survey                          | —         | MPC                           |
| 187620            | 2007 AH26  | 10 jan 2007 | Kitt Peak         | Spacewatch                                   | —         | MPC                           |
| 187621            | 2007 AY26  | 14 jan 2007 | Socorro           | LINEAR                                       | —         | MPC                           |
| 187622            | 2007 BL9   | 17 jan 2007 | Palomar           | NEAT                                         | —         | MPC                           |
| 187623            | 2007 BM10  | 17 jan 2007 | Palomar           | NEAT                                         | —         | MPC                           |
| 187624            | 2007 BH17  | 17 jan 2007 | Palomar           | NEAT                                         | —         | MPC                           |
| 187625            | 2007 BF19  | 21 jan 2007 | Socorro           | LINEAR                                       | —         | MPC                           |
| 187626            | 2007 BB22  | 24 jan 2007 | Socorro           | LINEAR                                       | —         | MPC                           |
| 187627            | 2007 BE30  | 24 jan 2007 | Catalina          | CSS                                          | Brangane  | MPC                           |
| 187628            | 2007 BX36  | 24 jan 2007 | Catalina          | CSS                                          | —         | MPC                           |
| 187629            | 2007 BY43  | 24 jan 2007 | Catalina          | CSS                                          | —         | MPC                           |
| 187630            | 2007 BQ50  | 23 jan 2007 | Anderson Mesa     | LONEOS                                       | —         | MPC                           |
| 187631            | 2007 BS63  | 27 jan 2007 | Mount Lemmon      | Mount Lemmon Survey                          | —         | MPC                           |
| 187632            | 2007 BA66  | 27 jan 2007 | Mount Lemmon      | Mount Lemmon Survey                          | —         | MPC                           |
| 187633            | 2007 BG66  | 27 jan 2007 | Mount Lemmon      | Mount Lemmon Survey                          | Brangane  | MPC                           |
| 187634            | 2007 CE    | 6 fev 2007  | Kitt Peak         | Spacewatch                                   | —         | MPC                           |
| 187635            | 2007 CH2   | 6 fev 2007  | Kitt Peak         | Spacewatch                                   | —         | MPC                           |
| 187636 Chungyuan  | 2007 CF13  | 6 fev 2007  | Lulin Observatory | H.-C. Lin, Q.-z. Ye                          | —         | MPC                           |
| 187637            | 2007 CC25  | 8 fev 2007  | Catalina          | CSS                                          | —         | MPC                           |
| 187638 Greenewalt | 2007 CH26  | 11 fev 2007 | CBA-NOVAC         | D. R. Skillman                               | —         | MPC                           |
| 187639            | 2007 CV28  | 6 fev 2007  | Mount Lemmon      | Mount Lemmon Survey                          | —         | MPC                           |
| 187640            | 2007 CF31  | 6 fev 2007  | Mount Lemmon      | Mount Lemmon Survey                          | —         | MPC                           |
| 187641            | 2007 CV36  | 6 fev 2007  | Mount Lemmon      | Mount Lemmon Survey                          | —         | MPC                           |
| 187642            | 2007 CP40  | 7 fev 2007  | Kitt Peak         | Spacewatch                                   | —         | MPC                           |
| 187643            | 2007 CU45  | 8 fev 2007  | Palomar           | NEAT                                         | Brangane  | MPC                           |
| 187644            | 2007 DA1   | 16 fev 2007 | Calvin-Rehoboth   | Calvin–Rehoboth Obs.                         | Ursula    | MPC                           |
| 187645            | 2007 DB1   | 16 fev 2007 | Calvin-Rehoboth   | Calvin–Rehoboth Obs.                         | —         | MPC                           |
| 187646            | 2007 DB3   | 16 fev 2007 | Catalina          | CSS                                          | —         | MPC                           |
| 187647            | 2007 DN16  | 17 fev 2007 | Kitt Peak         | Spacewatch                                   | —         | MPC                           |
| 187648            | 2007 DC24  | 17 fev 2007 | Kitt Peak         | Spacewatch                                   | —         | MPC                           |
| 187649            | 2007 DG77  | 22 fev 2007 | Catalina          | CSS                                          | —         | MPC                           |
| 187650            | 2007 DA78  | 23 fev 2007 | Catalina          | CSS                                          | —         | MPC                           |
| 187651            | 2007 DU91  | 23 fev 2007 | Mount Lemmon      | Mount Lemmon Survey                          | —         | MPC                           |
| 187652            | 2007 EP19  | 10 mar 2007 | Mount Lemmon      | Mount Lemmon Survey                          | —         | MPC                           |
| 187653            | 2007 EN31  | 10 mar 2007 | Kitt Peak         | Spacewatch                                   | —         | MPC                           |
| 187654            | 2007 EQ61  | 10 mar 2007 | Kitt Peak         | Spacewatch                                   | —         | MPC                           |
| 187655            | 2007 EZ103 | 11 mar 2007 | Mount Lemmon      | Mount Lemmon Survey                          | —         | MPC                           |
| 187656            | 2007 EM107 | 11 mar 2007 | Kitt Peak         | Spacewatch                                   | —         | MPC                           |
| 187657            | 2007 ER148 | 12 mar 2007 | Mount Lemmon      | Mount Lemmon Survey                          | —         | MPC                           |
| 187658            | 2007 EV161 | 15 mar 2007 | Mount Lemmon      | Mount Lemmon Survey                          | —         | MPC                           |
| 187659            | 2007 EN186 | 15 mar 2007 | Mount Lemmon      | Mount Lemmon Survey                          | —         | MPC                           |
| 187660            | 2007 JE8   | 9 mai 2007  | Mount Lemmon      | Mount Lemmon Survey                          | Ursula    | MPC                           |
| 187661            | 2007 JG43  | 10 mai 2007 | Palomar           | M. E. Schwamb, M. E. Brown, D. L. Rabinowitz | —         | MPC                           |
| 187662            | 2007 JU44  | 10 mai 2007 | Mount Lemmon      | Mount Lemmon Survey                          | —         | MPC                           |
| 187663            | 2007 WM20  | 18 nov 2007 | Mount Lemmon      | Mount Lemmon Survey                          | —         | MPC                           |
| 187664            | 2007 WQ52  | 20 nov 2007 | Mount Lemmon      | Mount Lemmon Survey                          | —         | MPC                           |
| 187665            | 2008 AY49  | 11 jan 2008 | Kitt Peak         | Spacewatch                                   | —         | MPC                           |
| 187666            | 2008 BM18  | 30 jan 2008 | Mount Lemmon      | Mount Lemmon Survey                          | —         | MPC                           |
| 187667            | 2008 BZ38  | 31 jan 2008 | Mount Lemmon      | Mount Lemmon Survey                          | —         | MPC                           |
| 187668            | 2008 BB39  | 30 jan 2008 | OAM               | Mallorca Obs.                                | —         | MPC                           |
| 187669            | 2008 CK5   | 5 fev 2008  | OAM               | Mallorca Obs.                                | —         | MPC                           |
| 187670            | 2008 CL18  | 3 fev 2008  | Kitt Peak         | Spacewatch                                   | —         | MPC                           |
| 187671            | 2008 CJ37  | 2 fev 2008  | Kitt Peak         | Spacewatch                                   | Mitidika  | MPC                           |
| 187672            | 2008 CT41  | 2 fev 2008  | Kitt Peak         | Spacewatch                                   | —         | MPC                           |
| 187673            | 2008 CO70  | 9 fev 2008  | RAS               | W. G. Dillon                                 | —         | MPC                           |
| 187674            | 2008 CZ74  | 10 fev 2008 | Bergisch Gladbach | W. Bickel                                    | —         | MPC                           |
| 187675            | 2008 CN85  | 7 fev 2008  | Kitt Peak         | Spacewatch                                   | —         | MPC                           |
| 187676            | 2008 CG91  | 8 fev 2008  | Kitt Peak         | Spacewatch                                   | —         | MPC                           |
| 187677            | 2008 CF142 | 8 fev 2008  | Kitt Peak         | Spacewatch                                   | —         | MPC                           |
| 187678            | 2008 CS156 | 9 fev 2008  | Kitt Peak         | Spacewatch                                   | —         | MPC                           |
| 187679 Folinsbee  | 2008 DC5   | 28 fev 2008 | RAS               | A. Lowe                                      | —         | MPC                           |
| 187680 Stelck     | 2008 DE5   | 28 fev 2008 | RAS               | A. Lowe                                      | —         | MPC                           |
| 187681            | 2008 DP11  | 26 fev 2008 | Kitt Peak         | Spacewatch                                   | —         | MPC                           |
| 187682            | 2008 DV12  | 26 fev 2008 | Kitt Peak         | Spacewatch                                   | —         | MPC                           |
| 187683            | 2008 DE15  | 26 fev 2008 | Mount Lemmon      | Mount Lemmon Survey                          | —         | MPC                           |
| 187684            | 2008 DW16  | 27 fev 2008 | Mount Lemmon      | Mount Lemmon Survey                          | —         | MPC                           |
| 187685            | 2008 DO21  | 28 fev 2008 | Kitt Peak         | Spacewatch                                   | —         | MPC                           |
| 187686            | 2008 DJ26  | 26 fev 2008 | Kitt Peak         | Spacewatch                                   | Mitidika  | MPC                           |
| 187687            | 2008 DV31  | 27 fev 2008 | Kitt Peak         | Spacewatch                                   | —         | MPC                           |
| 187688            | 2008 DR33  | 27 fev 2008 | Kitt Peak         | Spacewatch                                   | Mitidika  | MPC                           |
| 187689            | 2008 DS40  | 27 fev 2008 | Kitt Peak         | Spacewatch                                   | —         | MPC                           |
| 187690            | 2008 DT46  | 28 fev 2008 | Kitt Peak         | Spacewatch                                   | Mitidika  | MPC                           |
| 187691            | 2008 DT47  | 28 fev 2008 | Mount Lemmon      | Mount Lemmon Survey                          | —         | MPC                           |
| 187692            | 2008 DM56  | 29 fev 2008 | Kitt Peak         | Spacewatch                                   | —         | MPC                           |
| 187693            | 2008 DG58  | 27 fev 2008 | Socorro           | LINEAR                                       | Brangane  | MPC                           |
| 187694            | 2008 DN59  | 27 fev 2008 | Mount Lemmon      | Mount Lemmon Survey                          | —         | MPC                           |
| 187695            | 2008 DP68  | 29 fev 2008 | Kitt Peak         | Spacewatch                                   | —         | MPC                           |
| 187696            | 2008 DU69  | 29 fev 2008 | Kitt Peak         | Spacewatch                                   | —         | MPC                           |
| 187697            | 2008 DZ73  | 27 fev 2008 | Mount Lemmon      | Mount Lemmon Survey                          | —         | MPC                           |
| 187698            | 2008 DM79  | 28 fev 2008 | Catalina          | CSS                                          | —         | MPC                           |
| 187699            | 2008 EF1   | 3 mar 2008  | Chante-Perdrix    | Chante-Perdrix Obs.                          | —         | MPC                           |
| 187700 Zagreb     | 2008 EG8   | 2 mar 2008  | OAM               | Mallorca Obs.                                | —         | MPC                           |

## 187701–187800
| Designação          | Designação | Descoberta  | Descoberta          | Descobridor(es)     | Categoria | Mais informações / Referência |
| Permanente          | Provisória | Data        | Local               | Descobridor(es)     | Categoria | Mais informações / Referência |
| ------------------- | ---------- | ----------- | ------------------- | ------------------- | --------- | ----------------------------- |
| 187701              | 2008 EU16  | 1 mar 2008  | Kitt Peak           | Spacewatch          | —         | MPC                           |
| 187702              | 2008 EM19  | 2 mar 2008  | Kitt Peak           | Spacewatch          | —         | MPC                           |
| 187703              | 2008 EC20  | 2 mar 2008  | Kitt Peak           | Spacewatch          | —         | MPC                           |
| 187704              | 2008 EC25  | 3 mar 2008  | Mount Lemmon        | Mount Lemmon Survey | —         | MPC                           |
| 187705              | 2008 EV28  | 4 mar 2008  | Mount Lemmon        | Mount Lemmon Survey | —         | MPC                           |
| 187706              | 2008 EU34  | 2 mar 2008  | Kitt Peak           | Spacewatch          | —         | MPC                           |
| 187707 Nandaxianlin | 2008 EQ35  | 2 mar 2008  | XuYi                | PMO NEO             | —         | MPC                           |
| 187708              | 2008 EJ36  | 3 mar 2008  | Kitt Peak           | Spacewatch          | —         | MPC                           |
| 187709 Fengduan     | 2008 EW36  | 3 mar 2008  | XuYi                | PMO NEO             | —         | MPC                           |
| 187710              | 2008 EM47  | 5 mar 2008  | Mount Lemmon        | Mount Lemmon Survey | —         | MPC                           |
| 187711              | 2008 EU47  | 5 mar 2008  | Kitt Peak           | Spacewatch          | —         | MPC                           |
| 187712              | 2008 ET54  | 6 mar 2008  | Kitt Peak           | Spacewatch          | —         | MPC                           |
| 187713              | 2008 ES56  | 7 mar 2008  | Catalina            | CSS                 | —         | MPC                           |
| 187714              | 2008 EU76  | 7 mar 2008  | Kitt Peak           | Spacewatch          | —         | MPC                           |
| 187715              | 2008 EZ77  | 7 mar 2008  | Kitt Peak           | Spacewatch          | —         | MPC                           |
| 187716              | 2008 ED81  | 10 mar 2008 | Kitt Peak           | Spacewatch          | —         | MPC                           |
| 187717              | 2008 ED82  | 5 mar 2008  | Socorro             | LINEAR              | —         | MPC                           |
| 187718              | 2008 EB83  | 8 mar 2008  | Socorro             | LINEAR              | —         | MPC                           |
| 187719              | 2008 EG83  | 8 mar 2008  | Socorro             | LINEAR              | Brangane  | MPC                           |
| 187720              | 2008 EX85  | 7 mar 2008  | Catalina            | CSS                 | —         | MPC                           |
| 187721              | 2008 EJ123 | 9 mar 2008  | Kitt Peak           | Spacewatch          | —         | MPC                           |
| 187722              | 2008 EN136 | 11 mar 2008 | Kitt Peak           | Spacewatch          | —         | MPC                           |
| 187723              | 2008 EN146 | 5 mar 2008  | Mount Lemmon        | Mount Lemmon Survey | —         | MPC                           |
| 187724              | 2008 FC38  | 28 mar 2008 | Kitt Peak           | Spacewatch          | —         | MPC                           |
| 187725              | 2008 FV40  | 28 mar 2008 | Kitt Peak           | Spacewatch          | —         | MPC                           |
| 187726              | 2008 FX52  | 28 mar 2008 | Mount Lemmon        | Mount Lemmon Survey | —         | MPC                           |
| 187727              | 2008 FW55  | 28 mar 2008 | Mount Lemmon        | Mount Lemmon Survey | —         | MPC                           |
| 187728              | 2008 FR58  | 28 mar 2008 | Mount Lemmon        | Mount Lemmon Survey | —         | MPC                           |
| 187729              | 2008 FO61  | 30 mar 2008 | Catalina            | CSS                 | —         | MPC                           |
| 187730              | 2008 FX66  | 28 mar 2008 | Kitt Peak           | Spacewatch          | —         | MPC                           |
| 187731              | 2008 FH76  | 31 mar 2008 | Catalina            | CSS                 | —         | MPC                           |
| 187732              | 2008 FM80  | 27 mar 2008 | Mount Lemmon        | Mount Lemmon Survey | —         | MPC                           |
| 187733              | 2008 FW80  | 27 mar 2008 | Mount Lemmon        | Mount Lemmon Survey | —         | MPC                           |
| 187734              | 2008 FF104 | 30 mar 2008 | Kitt Peak           | Spacewatch          | —         | MPC                           |
| 187735              | 2008 FD106 | 31 mar 2008 | Kitt Peak           | Spacewatch          | —         | MPC                           |
| 187736              | 2008 FA114 | 31 mar 2008 | Kitt Peak           | Spacewatch          | —         | MPC                           |
| 187737              | 2153 P-L   | 24 set 1960 | Palomar             | PLS                 | —         | MPC                           |
| 187738              | 5031 P-L   | 17 out 1960 | Palomar             | PLS                 | —         | MPC                           |
| 187739              | 1168 T-1   | 25 mar 1971 | Palomar             | PLS                 | —         | MPC                           |
| 187740              | 1224 T-2   | 29 set 1973 | Palomar             | PLS                 | —         | MPC                           |
| 187741              | 2100 T-3   | 16 out 1977 | Palomar             | PLS                 | —         | MPC                           |
| 187742              | 2351 T-3   | 16 out 1977 | Palomar             | PLS                 | —         | MPC                           |
| 187743              | 3562 T-3   | 16 out 1977 | Palomar             | PLS                 | —         | MPC                           |
| 187744              | 4085 T-3   | 16 out 1977 | Palomar             | PLS                 | —         | MPC                           |
| 187745              | 5137 T-3   | 16 out 1977 | Palomar             | PLS                 | —         | MPC                           |
| 187746              | 1976 DC    | 27 fev 1976 | La Silla            | R. M. West          | —         | MPC                           |
| 187747              | 1993 FS21  | 21 mar 1993 | La Silla            | UESAC               | —         | MPC                           |
| 187748              | 1993 FW33  | 19 mar 1993 | La Silla            | UESAC               | —         | MPC                           |
| 187749              | 1993 FC61  | 19 mar 1993 | La Silla            | UESAC               | Mitidika  | MPC                           |
| 187750              | 1994 WB7   | 28 nov 1994 | Kitt Peak           | Spacewatch          | —         | MPC                           |
| 187751              | 1995 GG3   | 2 abr 1995  | Kitt Peak           | Spacewatch          | —         | MPC                           |
| 187752              | 1995 MF6   | 24 jun 1995 | Kitt Peak           | Spacewatch          | —         | MPC                           |
| 187753              | 1995 SF49  | 22 set 1995 | Kitt Peak           | Spacewatch          | —         | MPC                           |
| 187754              | 1995 YV7   | 16 dez 1995 | Kitt Peak           | Spacewatch          | —         | MPC                           |
| 187755              | 1996 HN17  | 18 abr 1996 | La Silla            | E. W. Elst          | —         | MPC                           |
| 187756              | 1996 RX18  | 15 set 1996 | Kitt Peak           | Spacewatch          | —         | MPC                           |
| 187757              | 1996 UH4   | 29 out 1996 | Xinglong            | SCAP                | —         | MPC                           |
| 187758              | 1996 VU11  | 4 nov 1996  | Kitt Peak           | Spacewatch          | —         | MPC                           |
| 187759              | 1996 XD8   | 1 dez 1996  | Kitt Peak           | Spacewatch          | —         | MPC                           |
| 187760              | 1997 BD6   | 31 jan 1997 | Kitt Peak           | Spacewatch          | —         | MPC                           |
| 187761              | 1997 NX4   | 8 jul 1997  | Caussols            | ODAS                | —         | MPC                           |
| 187762              | 1997 WQ5   | 23 nov 1997 | Kitt Peak           | Spacewatch          | —         | MPC                           |
| 187763              | 1998 BS17  | 22 jan 1998 | Kitt Peak           | Spacewatch          | —         | MPC                           |
| 187764              | 1998 BF20  | 22 jan 1998 | Kitt Peak           | Spacewatch          | —         | MPC                           |
| 187765              | 1998 BX38  | 29 jan 1998 | Kitt Peak           | Spacewatch          | —         | MPC                           |
| 187766              | 1998 DV17  | 23 fev 1998 | Kitt Peak           | Spacewatch          | —         | MPC                           |
| 187767              | 1998 QP4   | 22 ago 1998 | Xinglong            | SCAP                | —         | MPC                           |
| 187768              | 1998 QM72  | 24 ago 1998 | Socorro             | LINEAR              | —         | MPC                           |
| 187769              | 1998 RX29  | 14 set 1998 | Socorro             | LINEAR              | —         | MPC                           |
| 187770              | 1998 RU41  | 14 set 1998 | Socorro             | LINEAR              | —         | MPC                           |
| 187771              | 1998 RP52  | 14 set 1998 | Socorro             | LINEAR              | —         | MPC                           |
| 187772              | 1998 RG70  | 14 set 1998 | Socorro             | LINEAR              | —         | MPC                           |
| 187773              | 1998 RQ71  | 14 set 1998 | Socorro             | LINEAR              | —         | MPC                           |
| 187774              | 1998 SR6   | 20 set 1998 | Kitt Peak           | Spacewatch          | —         | MPC                           |
| 187775              | 1998 SQ21  | 21 set 1998 | Kitt Peak           | Spacewatch          | —         | MPC                           |
| 187776              | 1998 SH55  | 16 set 1998 | Anderson Mesa       | LONEOS              | —         | MPC                           |
| 187777              | 1998 SZ70  | 21 set 1998 | La Silla            | E. W. Elst          | —         | MPC                           |
| 187778              | 1998 SJ88  | 26 set 1998 | Socorro             | LINEAR              | —         | MPC                           |
| 187779              | 1998 SO88  | 26 set 1998 | Socorro             | LINEAR              | —         | MPC                           |
| 187780              | 1998 SC109 | 26 set 1998 | Socorro             | LINEAR              | —         | MPC                           |
| 187781              | 1998 SM112 | 26 set 1998 | Socorro             | LINEAR              | —         | MPC                           |
| 187782              | 1998 SB120 | 26 set 1998 | Socorro             | LINEAR              | —         | MPC                           |
| 187783              | 1998 SF120 | 26 set 1998 | Socorro             | LINEAR              | —         | MPC                           |
| 187784              | 1998 SL148 | 26 set 1998 | Socorro             | LINEAR              | —         | MPC                           |
| 187785              | 1998 SM159 | 26 set 1998 | Socorro             | LINEAR              | —         | MPC                           |
| 187786              | 1998 SB165 | 22 set 1998 | Anderson Mesa       | LONEOS              | —         | MPC                           |
| 187787              | 1998 SR168 | 17 set 1998 | Anderson Mesa       | LONEOS              | —         | MPC                           |
| 187788              | 1998 SA169 | 22 set 1998 | Anderson Mesa       | LONEOS              | —         | MPC                           |
| 187789              | 1998 UN31  | 22 out 1998 | Xinglong            | SCAP                | Juno      | MPC                           |
| 187790              | 1998 UH36  | 28 out 1998 | Socorro             | LINEAR              | Ursula    | MPC                           |
| 187791              | 1998 VO1   | 10 nov 1998 | Socorro             | LINEAR              | Juno      | MPC                           |
| 187792              | 1999 AV3   | 10 jan 1999 | Oizumi              | T. Kobayashi        | —         | MPC                           |
| 187793              | 1999 BL10  | 23 jan 1999 | Višnjan Observatory | K. Korlević         | —         | MPC                           |
| 187794              | 1999 CM28  | 10 fev 1999 | Socorro             | LINEAR              | —         | MPC                           |
| 187795              | 1999 CB97  | 10 fev 1999 | Socorro             | LINEAR              | —         | MPC                           |
| 187796              | 1999 CS132 | 8 fev 1999  | Kitt Peak           | Spacewatch          | —         | MPC                           |
| 187797              | 1999 CS133 | 7 fev 1999  | Kitt Peak           | Spacewatch          | —         | MPC                           |
| 187798              | 1999 FW15  | 20 mar 1999 | Kitt Peak           | Spacewatch          | —         | MPC                           |
| 187799              | 1999 FK16  | 21 mar 1999 | Kitt Peak           | Spacewatch          | —         | MPC                           |
| 187800              | 1999 GZ13  | 14 abr 1999 | Kitt Peak           | Spacewatch          | —         | MPC                           |

## 187801–187900
| Designação | Designação | Descoberta  | Descoberta          | Descobridor(es)  | Categoria | Mais informações / Referência |
| Permanente | Provisória | Data        | Local               | Descobridor(es)  | Categoria | Mais informações / Referência |
| ---------- | ---------- | ----------- | ------------------- | ---------------- | --------- | ----------------------------- |
| 187801     | 1999 HZ5   | 18 abr 1999 | Kitt Peak           | Spacewatch       | Pallas    | MPC                           |
| 187802     | 1999 JU2   | 8 mai 1999  | Xinglong            | SCAP             | —         | MPC                           |
| 187803     | 1999 JN8   | 14 mai 1999 | Socorro             | LINEAR           | —         | MPC                           |
| 187804     | 1999 OB2   | 22 jul 1999 | Socorro             | LINEAR           | Charis    | MPC                           |
| 187805     | 1999 RR32  | 8 set 1999  | Bologna             | San Vittore Obs. | —         | MPC                           |
| 187806     | 1999 RB51  | 7 set 1999  | Socorro             | LINEAR           | —         | MPC                           |
| 187807     | 1999 RM189 | 9 set 1999  | Socorro             | LINEAR           | —         | MPC                           |
| 187808     | 1999 RA214 | 13 set 1999 | Kitt Peak           | Spacewatch       | —         | MPC                           |
| 187809     | 1999 TS16  | 14 out 1999 | Ondřejov            | L. Kotková       | —         | MPC                           |
| 187810     | 1999 TC18  | 10 out 1999 | Xinglong            | SCAP             | —         | MPC                           |
| 187811     | 1999 TX77  | 10 out 1999 | Kitt Peak           | Spacewatch       | —         | MPC                           |
| 187812     | 1999 TU131 | 6 out 1999  | Socorro             | LINEAR           | —         | MPC                           |
| 187813     | 1999 TR154 | 7 out 1999  | Socorro             | LINEAR           | —         | MPC                           |
| 187814     | 1999 TL159 | 9 out 1999  | Socorro             | LINEAR           | —         | MPC                           |
| 187815     | 1999 TH164 | 10 out 1999 | Socorro             | LINEAR           | Brangane  | MPC                           |
| 187816     | 1999 TL177 | 10 out 1999 | Socorro             | LINEAR           | —         | MPC                           |
| 187817     | 1999 TP225 | 2 out 1999  | Kitt Peak           | Spacewatch       | —         | MPC                           |
| 187818     | 1999 TA229 | 3 out 1999  | Catalina            | CSS              | —         | MPC                           |
| 187819     | 1999 TD244 | 7 out 1999  | Catalina            | CSS              | —         | MPC                           |
| 187820     | 1999 TP253 | 10 out 1999 | Socorro             | LINEAR           | —         | MPC                           |
| 187821     | 1999 TS260 | 11 out 1999 | Kitt Peak           | Spacewatch       | —         | MPC                           |
| 187822     | 1999 UH7   | 30 out 1999 | Socorro             | LINEAR           | —         | MPC                           |
| 187823     | 1999 UK16  | 29 out 1999 | Catalina            | CSS              | —         | MPC                           |
| 187824     | 1999 UH32  | 31 out 1999 | Kitt Peak           | Spacewatch       | —         | MPC                           |
| 187825     | 1999 UP32  | 31 out 1999 | Kitt Peak           | Spacewatch       | Ursula    | MPC                           |
| 187826     | 1999 US32  | 31 out 1999 | Kitt Peak           | Spacewatch       | —         | MPC                           |
| 187827     | 1999 UW33  | 31 out 1999 | Kitt Peak           | Spacewatch       | —         | MPC                           |
| 187828     | 1999 VX21  | 12 nov 1999 | Višnjan Observatory | K. Korlević      | —         | MPC                           |
| 187829     | 1999 VT58  | 4 nov 1999  | Socorro             | LINEAR           | —         | MPC                           |
| 187830     | 1999 VG61  | 4 nov 1999  | Socorro             | LINEAR           | —         | MPC                           |
| 187831     | 1999 VC95  | 9 nov 1999  | Socorro             | LINEAR           | —         | MPC                           |
| 187832     | 1999 VU95  | 9 nov 1999  | Socorro             | LINEAR           | —         | MPC                           |
| 187833     | 1999 VO105 | 9 nov 1999  | Socorro             | LINEAR           | —         | MPC                           |
| 187834     | 1999 VM121 | 4 nov 1999  | Kitt Peak           | Spacewatch       | —         | MPC                           |
| 187835     | 1999 VH134 | 10 nov 1999 | Kitt Peak           | Spacewatch       | —         | MPC                           |
| 187836     | 1999 VM147 | 13 nov 1999 | Socorro             | LINEAR           | Brangane  | MPC                           |
| 187837     | 1999 VQ153 | 11 nov 1999 | Kitt Peak           | Spacewatch       | —         | MPC                           |
| 187838     | 1999 VT165 | 14 nov 1999 | Socorro             | LINEAR           | —         | MPC                           |
| 187839     | 1999 VD184 | 15 nov 1999 | Socorro             | LINEAR           | —         | MPC                           |
| 187840     | 1999 VF188 | 15 nov 1999 | Socorro             | LINEAR           | —         | MPC                           |
| 187841     | 1999 VF208 | 9 nov 1999  | Kitt Peak           | Spacewatch       | —         | MPC                           |
| 187842     | 1999 VJ225 | 5 nov 1999  | Socorro             | LINEAR           | —         | MPC                           |
| 187843     | 1999 XN50  | 7 dez 1999  | Socorro             | LINEAR           | —         | MPC                           |
| 187844     | 1999 XP53  | 7 dez 1999  | Socorro             | LINEAR           | —         | MPC                           |
| 187845     | 1999 XW109 | 4 dez 1999  | Catalina            | CSS              | —         | MPC                           |
| 187846     | 1999 XK135 | 8 dez 1999  | Socorro             | LINEAR           | —         | MPC                           |
| 187847     | 1999 XM138 | 4 dez 1999  | Kitt Peak           | Spacewatch       | —         | MPC                           |
| 187848     | 1999 XC246 | 5 dez 1999  | Socorro             | LINEAR           | —         | MPC                           |
| 187849     | 1999 XM248 | 6 dez 1999  | Socorro             | LINEAR           | —         | MPC                           |
| 187850     | 2000 AB48  | 5 jan 2000  | Socorro             | LINEAR           | —         | MPC                           |
| 187851     | 2000 AG151 | 11 jan 2000 | Prescott            | P. G. Comba      | —         | MPC                           |
| 187852     | 2000 AA170 | 7 jan 2000  | Socorro             | LINEAR           | —         | MPC                           |
| 187853     | 2000 AA225 | 11 jan 2000 | Kitt Peak           | Spacewatch       | —         | MPC                           |
| 187854     | 2000 AS253 | 7 jan 2000  | Kitt Peak           | Spacewatch       | Mitidika  | MPC                           |
| 187855     | 2000 GP4   | 4 abr 2000  | Socorro             | LINEAR           | Juno      | MPC                           |
| 187856     | 2000 GL155 | 6 abr 2000  | Anderson Mesa       | LONEOS           | —         | MPC                           |
| 187857     | 2000 HA5   | 27 abr 2000 | Socorro             | LINEAR           | Juno      | MPC                           |
| 187858     | 2000 HA31  | 28 abr 2000 | Socorro             | LINEAR           | —         | MPC                           |
| 187859     | 2000 HL69  | 25 abr 2000 | Anderson Mesa       | LONEOS           | Juno      | MPC                           |
| 187860     | 2000 JM10  | 7 mai 2000  | Socorro             | LINEAR           | —         | MPC                           |
| 187861     | 2000 KG17  | 28 mai 2000 | Socorro             | LINEAR           | —         | MPC                           |
| 187862     | 2000 LW14  | 7 jun 2000  | Socorro             | LINEAR           | Eos       | MPC                           |
| 187863     | 2000 LW25  | 11 jun 2000 | Socorro             | LINEAR           | —         | MPC                           |
| 187864     | 2000 NE6   | 3 jul 2000  | Kitt Peak           | Spacewatch       | —         | MPC                           |
| 187865     | 2000 OG56  | 29 jul 2000 | Anderson Mesa       | LONEOS           | —         | MPC                           |
| 187866     | 2000 OV59  | 29 jul 2000 | Anderson Mesa       | LONEOS           | —         | MPC                           |
| 187867     | 2000 OJ60  | 29 jul 2000 | Anderson Mesa       | LONEOS           | —         | MPC                           |
| 187868     | 2000 PA10  | 1 ago 2000  | Socorro             | LINEAR           | —         | MPC                           |
| 187869     | 2000 QH51  | 24 ago 2000 | Socorro             | LINEAR           | —         | MPC                           |
| 187870     | 2000 QH62  | 28 ago 2000 | Socorro             | LINEAR           | —         | MPC                           |
| 187871     | 2000 QC64  | 28 ago 2000 | Socorro             | LINEAR           | —         | MPC                           |
| 187872     | 2000 QB70  | 24 ago 2000 | Socorro             | LINEAR           | Pallas    | MPC                           |
| 187873     | 2000 QN78  | 24 ago 2000 | Socorro             | LINEAR           | —         | MPC                           |
| 187874     | 2000 QH91  | 25 ago 2000 | Socorro             | LINEAR           | —         | MPC                           |
| 187875     | 2000 QX91  | 25 ago 2000 | Socorro             | LINEAR           | —         | MPC                           |
| 187876     | 2000 QT104 | 28 ago 2000 | Socorro             | LINEAR           | —         | MPC                           |
| 187877     | 2000 QG117 | 25 ago 2000 | Socorro             | LINEAR           | —         | MPC                           |
| 187878     | 2000 QL120 | 25 ago 2000 | Socorro             | LINEAR           | —         | MPC                           |
| 187879     | 2000 QQ169 | 31 ago 2000 | Socorro             | LINEAR           | —         | MPC                           |
| 187880     | 2000 QK176 | 31 ago 2000 | Socorro             | LINEAR           | —         | MPC                           |
| 187881     | 2000 QY211 | 31 ago 2000 | Socorro             | LINEAR           | —         | MPC                           |
| 187882     | 2000 QW230 | 31 ago 2000 | Kitt Peak           | Spacewatch       | —         | MPC                           |
| 187883     | 2000 RW    | 1 set 2000  | Socorro             | LINEAR           | —         | MPC                           |
| 187884     | 2000 RS42  | 3 set 2000  | Socorro             | LINEAR           | —         | MPC                           |
| 187885     | 2000 RS53  | 7 set 2000  | Bisei SG Center     | BATTeRS          | —         | MPC                           |
| 187886     | 2000 RV53  | 7 set 2000  | Socorro             | LINEAR           | Eos       | MPC                           |
| 187887     | 2000 RW64  | 1 set 2000  | Socorro             | LINEAR           | —         | MPC                           |
| 187888     | 2000 RV73  | 2 set 2000  | Socorro             | LINEAR           | —         | MPC                           |
| 187889     | 2000 SV5   | 22 set 2000 | Socorro             | LINEAR           | —         | MPC                           |
| 187890     | 2000 SW41  | 24 set 2000 | Socorro             | LINEAR           | —         | MPC                           |
| 187891     | 2000 ST46  | 23 set 2000 | Socorro             | LINEAR           | —         | MPC                           |
| 187892     | 2000 SD59  | 24 set 2000 | Socorro             | LINEAR           | —         | MPC                           |
| 187893     | 2000 SF85  | 24 set 2000 | Socorro             | LINEAR           | —         | MPC                           |
| 187894     | 2000 SF142 | 23 set 2000 | Socorro             | LINEAR           | —         | MPC                           |
| 187895     | 2000 SJ165 | 23 set 2000 | Socorro             | LINEAR           | —         | MPC                           |
| 187896     | 2000 SJ189 | 22 set 2000 | Haleakalā           | NEAT             | —         | MPC                           |
| 187897     | 2000 SM198 | 24 set 2000 | Socorro             | LINEAR           | —         | MPC                           |
| 187898     | 2000 ST213 | 25 set 2000 | Socorro             | LINEAR           | —         | MPC                           |
| 187899     | 2000 SU261 | 24 set 2000 | Socorro             | LINEAR           | —         | MPC                           |
| 187900     | 2000 SR265 | 26 set 2000 | Socorro             | LINEAR           | Eos       | MPC                           |

## 187901–188000
| Designação    | Designação | Descoberta  | Descoberta    | Descobridor(es) | Categoria | Mais informações / Referência |
| Permanente    | Provisória | Data        | Local         | Descobridor(es) | Categoria | Mais informações / Referência |
| ------------- | ---------- | ----------- | ------------- | --------------- | --------- | ----------------------------- |
| 187901        | 2000 SB317 | 30 set 2000 | Socorro       | LINEAR          | Phocaea   | MPC                           |
| 187902        | 2000 SJ339 | 25 set 2000 | Socorro       | LINEAR          | —         | MPC                           |
| 187903        | 2000 SN341 | 24 set 2000 | Socorro       | LINEAR          | —         | MPC                           |
| 187904        | 2000 SM363 | 22 set 2000 | Anderson Mesa | LONEOS          | —         | MPC                           |
| 187905        | 2000 TR23  | 1 out 2000  | Socorro       | LINEAR          | —         | MPC                           |
| 187906        | 2000 TZ49  | 1 out 2000  | Socorro       | LINEAR          | —         | MPC                           |
| 187907        | 2000 UH37  | 24 out 2000 | Socorro       | LINEAR          | —         | MPC                           |
| 187908        | 2000 UD62  | 25 out 2000 | Socorro       | LINEAR          | —         | MPC                           |
| 187909        | 2000 UG65  | 25 out 2000 | Socorro       | LINEAR          | —         | MPC                           |
| 187910        | 2000 UN70  | 25 out 2000 | Socorro       | LINEAR          | —         | MPC                           |
| 187911        | 2000 UU84  | 31 out 2000 | Socorro       | LINEAR          | Brangane  | MPC                           |
| 187912        | 2000 VS38  | 1 nov 2000  | Kitt Peak     | Spacewatch      | —         | MPC                           |
| 187913        | 2000 VM39  | 1 nov 2000  | Socorro       | LINEAR          | —         | MPC                           |
| 187914        | 2000 VD43  | 1 nov 2000  | Socorro       | LINEAR          | —         | MPC                           |
| 187915        | 2000 VU54  | 3 nov 2000  | Socorro       | LINEAR          | —         | MPC                           |
| 187916        | 2000 VY57  | 3 nov 2000  | Socorro       | LINEAR          | —         | MPC                           |
| 187917        | 2000 WH9   | 21 nov 2000 | Eskridge      | Farpoint Obs.   | —         | MPC                           |
| 187918        | 2000 WD108 | 20 nov 2000 | Socorro       | LINEAR          | —         | MPC                           |
| 187919        | 2000 WR124 | 20 nov 2000 | Socorro       | LINEAR          | —         | MPC                           |
| 187920        | 2000 XF41  | 5 dez 2000  | Socorro       | LINEAR          | —         | MPC                           |
| 187921        | 2000 YT3   | 18 dez 2000 | Kitt Peak     | Spacewatch      | —         | MPC                           |
| 187922        | 2000 YD57  | 30 dez 2000 | Socorro       | LINEAR          | —         | MPC                           |
| 187923        | 2000 YF97  | 30 dez 2000 | Socorro       | LINEAR          | —         | MPC                           |
| 187924        | 2000 YA100 | 30 dez 2000 | Socorro       | LINEAR          | —         | MPC                           |
| 187925        | 2001 AN51  | 15 jan 2001 | Kitt Peak     | Spacewatch      | —         | MPC                           |
| 187926        | 2001 BH31  | 20 jan 2001 | Socorro       | LINEAR          | —         | MPC                           |
| 187927        | 2001 BK39  | 21 jan 2001 | Kitt Peak     | Spacewatch      | —         | MPC                           |
| 187928        | 2001 CT15  | 1 fev 2001  | Socorro       | LINEAR          | —         | MPC                           |
| 187929        | 2001 CD24  | 1 fev 2001  | Anderson Mesa | LONEOS          | —         | MPC                           |
| 187930        | 2001 DY43  | 19 fev 2001 | Socorro       | LINEAR          | —         | MPC                           |
| 187931        | 2001 DN107 | 20 fev 2001 | Socorro       | LINEAR          | —         | MPC                           |
| 187932        | 2001 EX23  | 15 mar 2001 | Haleakalā     | NEAT            | —         | MPC                           |
| 187933        | 2001 ES27  | 2 mar 2001  | Anderson Mesa | LONEOS          | —         | MPC                           |
| 187934        | 2001 FU17  | 19 mar 2001 | Anderson Mesa | LONEOS          | —         | MPC                           |
| 187935        | 2001 FO88  | 26 mar 2001 | Kitt Peak     | Spacewatch      | —         | MPC                           |
| 187936        | 2001 FL124 | 27 mar 2001 | Anderson Mesa | LONEOS          | —         | MPC                           |
| 187937        | 2001 FW131 | 20 mar 2001 | Haleakalā     | NEAT            | —         | MPC                           |
| 187938        | 2001 FM149 | 24 mar 2001 | Anderson Mesa | LONEOS          | —         | MPC                           |
| 187939        | 2001 FP156 | 26 mar 2001 | Haleakalā     | NEAT            | —         | MPC                           |
| 187940        | 2001 GG1   | 14 abr 2001 | Kitt Peak     | Spacewatch      | —         | MPC                           |
| 187941        | 2001 GU3   | 15 abr 2001 | Socorro       | LINEAR          | —         | MPC                           |
| 187942        | 2001 KF3   | 17 mai 2001 | Socorro       | LINEAR          | —         | MPC                           |
| 187943        | 2001 KO33  | 18 mai 2001 | Socorro       | LINEAR          | —         | MPC                           |
| 187944        | 2001 KU37  | 22 mai 2001 | Socorro       | LINEAR          | —         | MPC                           |
| 187945        | 2001 KJ43  | 22 mai 2001 | Socorro       | LINEAR          | —         | MPC                           |
| 187946        | 2001 KC66  | 22 mai 2001 | Anderson Mesa | LONEOS          | —         | MPC                           |
| 187947        | 2001 KM67  | 25 mai 2001 | Kitt Peak     | Spacewatch      | —         | MPC                           |
| 187948        | 2001 KV70  | 24 mai 2001 | Anderson Mesa | LONEOS          | —         | MPC                           |
| 187949        | 2001 KX74  | 27 mai 2001 | Haleakalā     | NEAT            | —         | MPC                           |
| 187950        | 2001 MO11  | 19 jun 2001 | Haleakala     | NEAT            | —         | MPC                           |
| 187951        | 2001 NL    | 9 jul 2001  | Palomar       | NEAT            | —         | MPC                           |
| 187952        | 2001 OL2   | 16 jul 2001 | Anderson Mesa | LONEOS          | —         | MPC                           |
| 187953        | 2001 OB8   | 17 jul 2001 | Anderson Mesa | LONEOS          | —         | MPC                           |
| 187954        | 2001 OV9   | 18 jul 2001 | Palomar       | NEAT            | Mitidika  | MPC                           |
| 187955        | 2001 OV33  | 19 jul 2001 | Palomar       | NEAT            | —         | MPC                           |
| 187956        | 2001 OA49  | 16 jul 2001 | Haleakalā     | NEAT            | —         | MPC                           |
| 187957        | 2001 OA57  | 16 jul 2001 | Anderson Mesa | LONEOS          | —         | MPC                           |
| 187958        | 2001 OR66  | 23 jul 2001 | Palomar       | NEAT            | —         | MPC                           |
| 187959        | 2001 OW66  | 23 jul 2001 | Haleakalā     | NEAT            | Mitidika  | MPC                           |
| 187960        | 2001 PM    | 5 ago 2001  | Palomar       | NEAT            | —         | MPC                           |
| 187961        | 2001 PL2   | 3 ago 2001  | Haleakalā     | NEAT            | —         | MPC                           |
| 187962        | 2001 PB36  | 11 ago 2001 | Palomar       | NEAT            | —         | MPC                           |
| 187963        | 2001 PK36  | 11 ago 2001 | Palomar       | NEAT            | —         | MPC                           |
| 187964        | 2001 PM51  | 15 ago 2001 | Haleakalā     | NEAT            | —         | MPC                           |
| 187965        | 2001 QU36  | 16 ago 2001 | Socorro       | LINEAR          | —         | MPC                           |
| 187966        | 2001 QQ37  | 16 ago 2001 | Socorro       | LINEAR          | —         | MPC                           |
| 187967        | 2001 QA41  | 16 ago 2001 | Socorro       | LINEAR          | Mitidika  | MPC                           |
| 187968        | 2001 QC42  | 16 ago 2001 | Socorro       | LINEAR          | —         | MPC                           |
| 187969        | 2001 QS59  | 18 ago 2001 | Socorro       | LINEAR          | —         | MPC                           |
| 187970        | 2001 QP66  | 17 ago 2001 | Socorro       | LINEAR          | —         | MPC                           |
| 187971        | 2001 QB85  | 19 ago 2001 | Socorro       | LINEAR          | —         | MPC                           |
| 187972        | 2001 QL103 | 19 ago 2001 | Socorro       | LINEAR          | —         | MPC                           |
| 187973        | 2001 QP112 | 25 ago 2001 | Socorro       | LINEAR          | —         | MPC                           |
| 187974        | 2001 QV118 | 17 ago 2001 | Socorro       | LINEAR          | —         | MPC                           |
| 187975        | 2001 QQ155 | 23 ago 2001 | Anderson Mesa | LONEOS          | —         | MPC                           |
| 187976        | 2001 QK169 | 26 ago 2001 | Haleakalā     | NEAT            | —         | MPC                           |
| 187977        | 2001 QX205 | 23 ago 2001 | Anderson Mesa | LONEOS          | —         | MPC                           |
| 187978        | 2001 QT218 | 23 ago 2001 | Anderson Mesa | LONEOS          | —         | MPC                           |
| 187979        | 2001 QK234 | 24 ago 2001 | Socorro       | LINEAR          | —         | MPC                           |
| 187980        | 2001 QP288 | 17 ago 2001 | Palomar       | NEAT            | Phocaea   | MPC                           |
| 187981 Soluri | 2001 QL307 | 19 ago 2001 | Cerro Tololo  | M. W. Buie      | —         | MPC                           |
| 187982        | 2001 QR333 | 26 ago 2001 | Palomar       | NEAT            | Phocaea   | MPC                           |
| 187983        | 2001 RM4   | 8 set 2001  | Socorro       | LINEAR          | —         | MPC                           |
| 187984        | 2001 RO8   | 8 set 2001  | Socorro       | LINEAR          | —         | MPC                           |
| 187985        | 2001 RT37  | 8 set 2001  | Socorro       | LINEAR          | —         | MPC                           |
| 187986        | 2001 RC39  | 10 set 2001 | Socorro       | LINEAR          | —         | MPC                           |
| 187987        | 2001 RJ43  | 12 set 2001 | Emerald Lane  | L. Ball         | —         | MPC                           |
| 187988        | 2001 RM79  | 10 set 2001 | Socorro       | LINEAR          | —         | MPC                           |
| 187989        | 2001 RF101 | 12 set 2001 | Socorro       | LINEAR          | —         | MPC                           |
| 187990        | 2001 RT123 | 12 set 2001 | Socorro       | LINEAR          | —         | MPC                           |
| 187991        | 2001 RJ153 | 12 set 2001 | Socorro       | LINEAR          | —         | MPC                           |
| 187992        | 2001 SA42  | 16 set 2001 | Socorro       | LINEAR          | —         | MPC                           |
| 187993        | 2001 SZ55  | 16 set 2001 | Socorro       | LINEAR          | —         | MPC                           |
| 187994        | 2001 SZ63  | 17 set 2001 | Socorro       | LINEAR          | —         | MPC                           |
| 187995        | 2001 SO151 | 17 set 2001 | Socorro       | LINEAR          | —         | MPC                           |
| 187996        | 2001 SU152 | 17 set 2001 | Socorro       | LINEAR          | —         | MPC                           |
| 187997        | 2001 SC161 | 17 set 2001 | Socorro       | LINEAR          | Phocaea   | MPC                           |
| 187998        | 2001 SO175 | 16 set 2001 | Socorro       | LINEAR          | —         | MPC                           |
| 187999        | 2001 SY201 | 19 set 2001 | Socorro       | LINEAR          | —         | MPC                           |
| 188000        | 2001 SR204 | 19 set 2001 | Socorro       | LINEAR          | —         | MPC                           |